# Visera

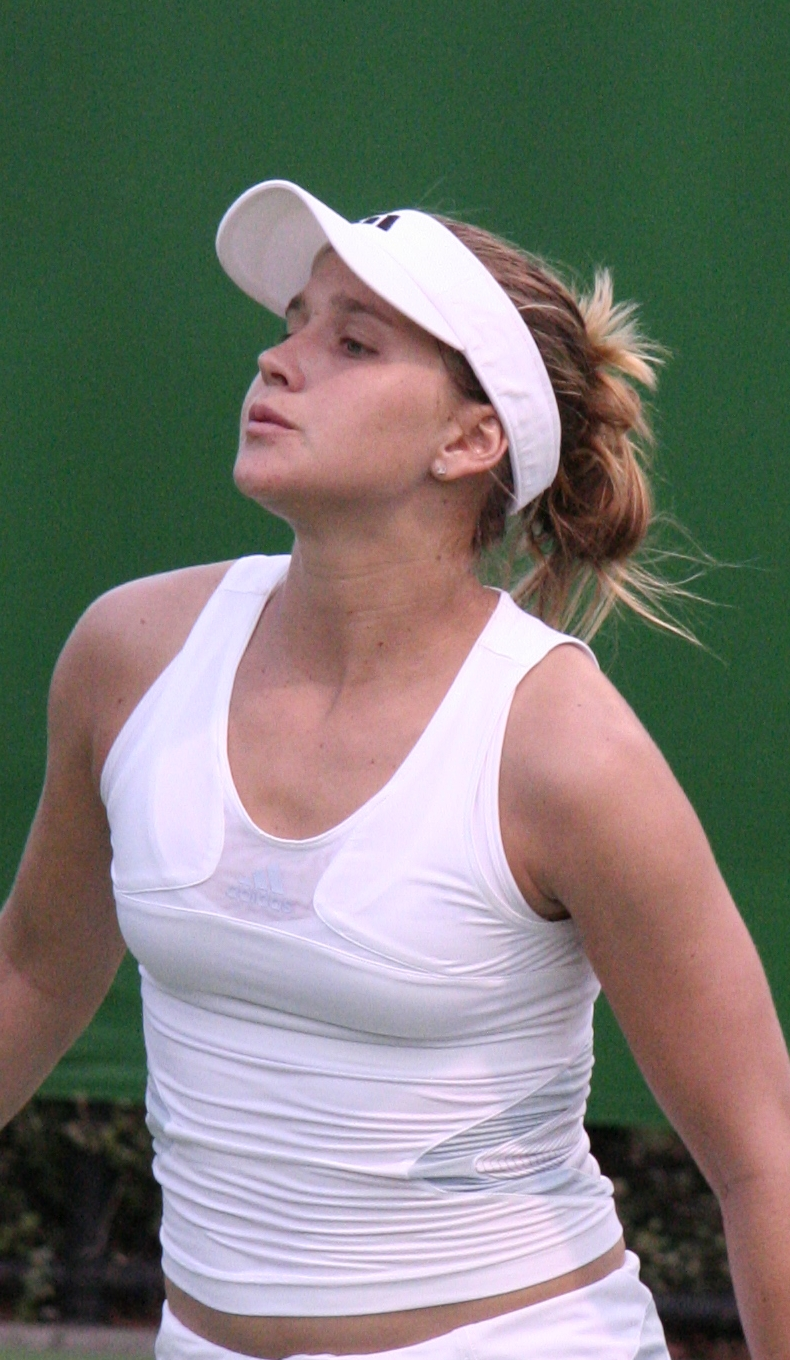
La tenista Ashley Harkleroad portant una visera.

Una visera o pala és una part d'una gorra o capell que, disposada a la part davantera i projectant-se cap a l'exterior, fa de pantalla i protegeix els ulls de la llum del sol o de projectors de llum situats a un nivell superior.
Hi ha viseres independents que són per a usar-se sense barret, principalment destinades per a ser emprades en activitats professionals o esportives.

## Diversos significats del terme
La paraula visera correspon a diversos significats. Els més importants són els següents:
- visera com a complement d'un barret
- visera esportiva o professional, que no cobreix el cap ni forma part de cap lligadura
- visera com a accessori d'un casc militar (elm), generalment per a protegir la cara[4]
- visera que tapa tota la cara, accessori d'un casc esportiu o professional

A més dels significats anteriors de visera relacionats amb les lligadures, hi ha la visera com a element arquitectònic.

## Etimologia

### En anglès
El terme anglès equivalent al català visera, “visor”, està documentat com a “viser” (part frontal d'un elm) al voltant del 1300. Derivat del terme francès antic “visière” de la mateixa època. Ambdós termes derivarien del llatí “visu” (mirada, visió), participi del verb “videre” (veure, mirar). El canvi de “viser” a “visor” es va produir cap al segle xv.
“Visor” amb el sentit de pantalla està documentat des de 1925.

### En català
Segons el Gran diccionari de la llengua catalana (GDLC), el terme visera català està documentat des del segle xv i prové de visus, visa, visum, participi del verb llatí videre, que vol dir veure.
- Hi havia dues formes arcaiques catalanes del verb "veure" : veser i veer (aquesta darrera ha perviscut modificada en Bellver, Bell-veer, significant Bell-veure o Bona-vista).[7][8][9]
- Bèl véser en occità.[10][11][12]

## Visera incorporada en un capell
La forma més típica de la visera, i potser la més freqüent, és quan forma part d'un capell. A la funció principal de cobrir (i protegir) el cap s'hi afegeix l'efecte de pantalla de la visera, protegint els ulls de la llum no desitjada.

### Descripció general
Cada lligadura per a cobrir el cap, quan està dotada de visera, adopta solucions particulars. En cada cas, la pantalla o visera pròpiament dita (unida al cos del capell de forma fixa) es projecta per la part frontal del barret en posició horitzontal o inclinada, en una zona propera i més alta que la dels ulls.

### Materials
Els materials de les viseres integrades en capells poden ser molt variats: lona, cuiro, xarol, planxa metàl·lica, fusta, plàstic, ... etc. En cada cas, l'element rígid (o semi-rígid) que constitueix la pantalla pot disposar-se amb un folre o sense cap mena de revestiment.

### Models de capells amb visera

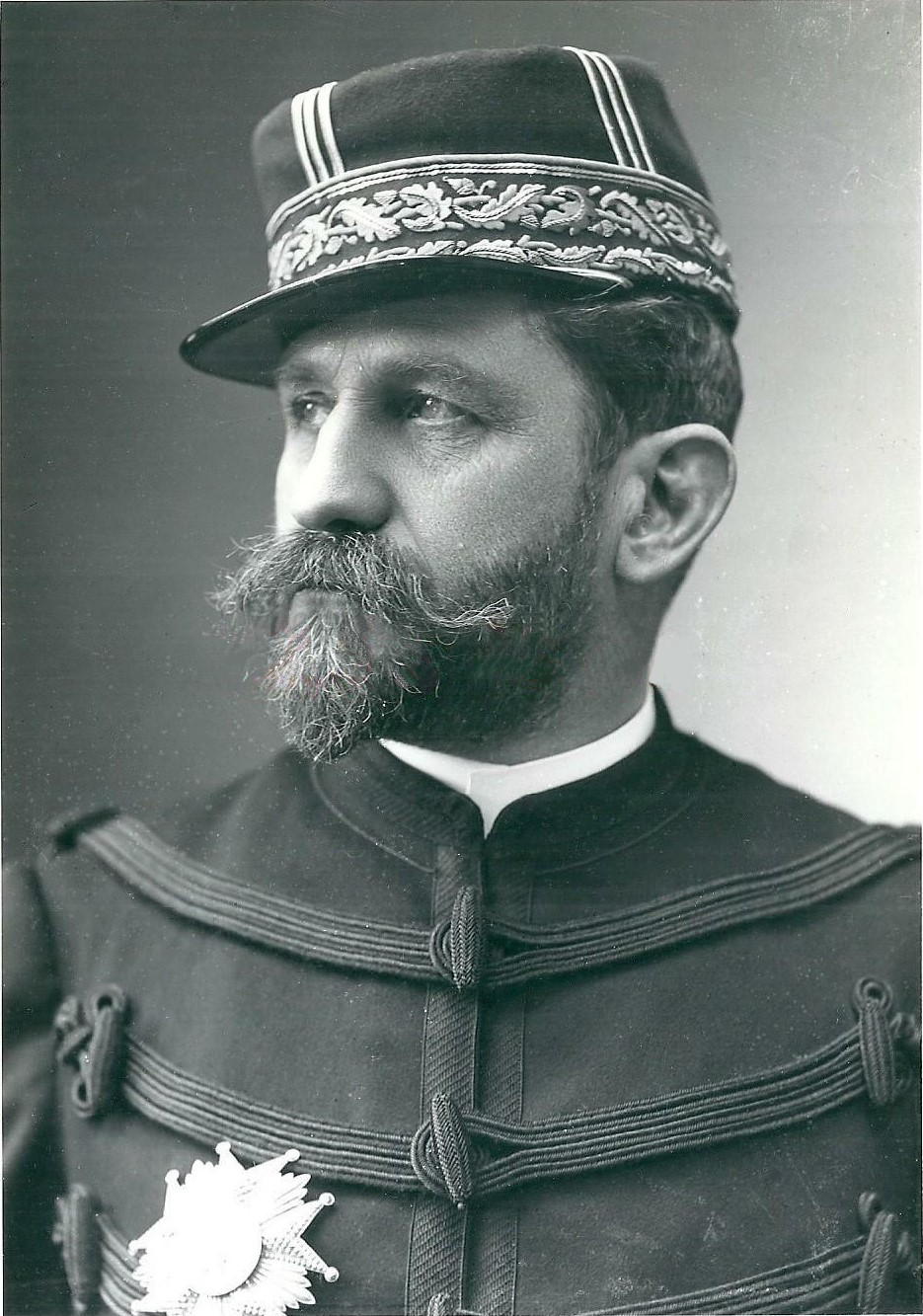
El general francès Boulanger amb quepis de gala d'oficial, model 1886, que incorpora una visera
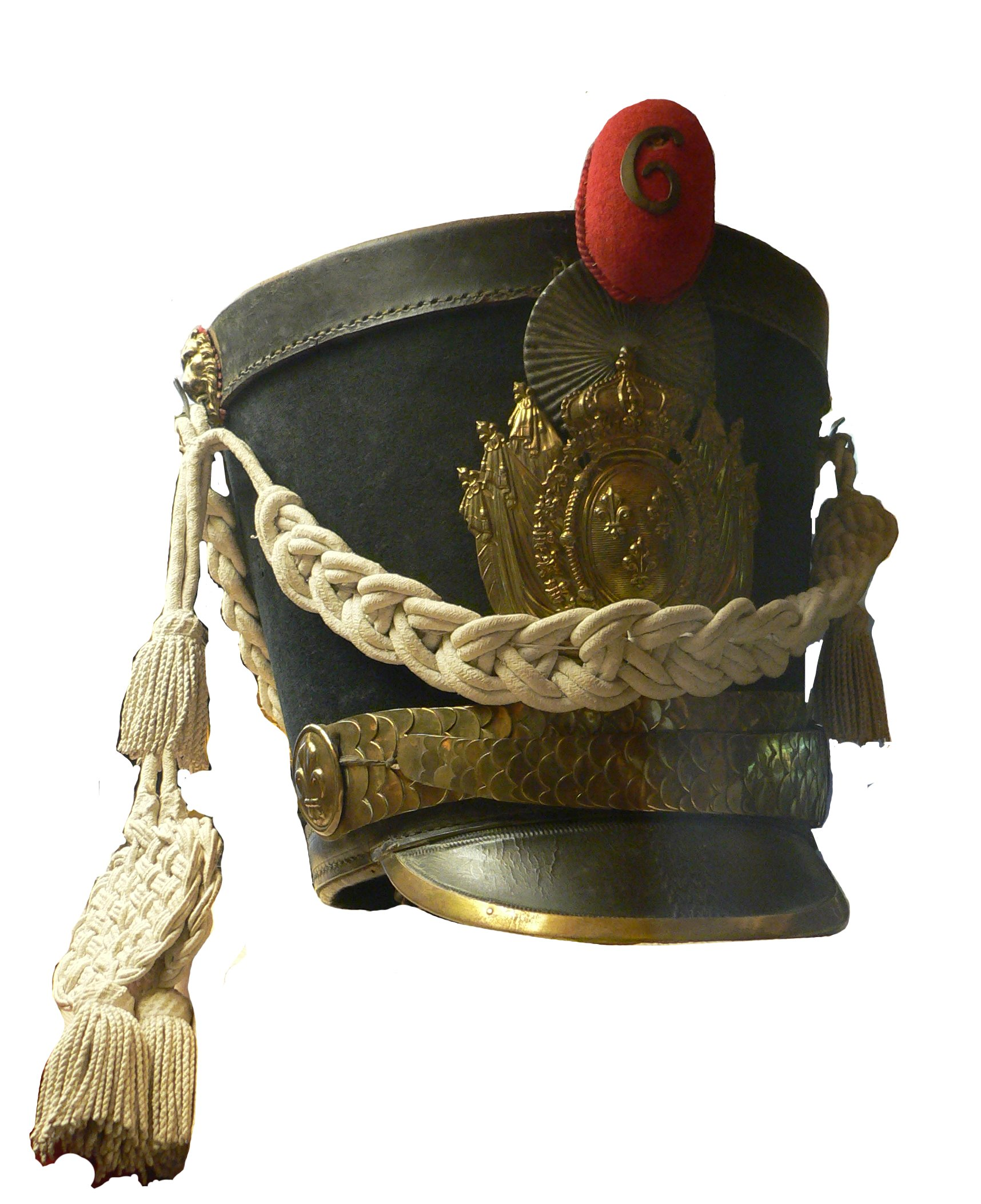
Xacó acampanat francès, amb visera
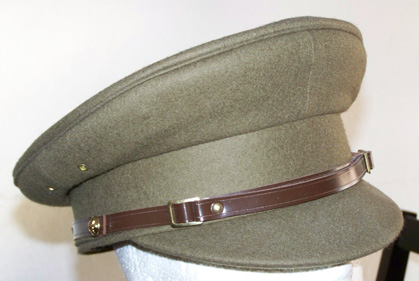
Gorra de plat  d'oficial britànic, amb el característic plat pla i inclinat.
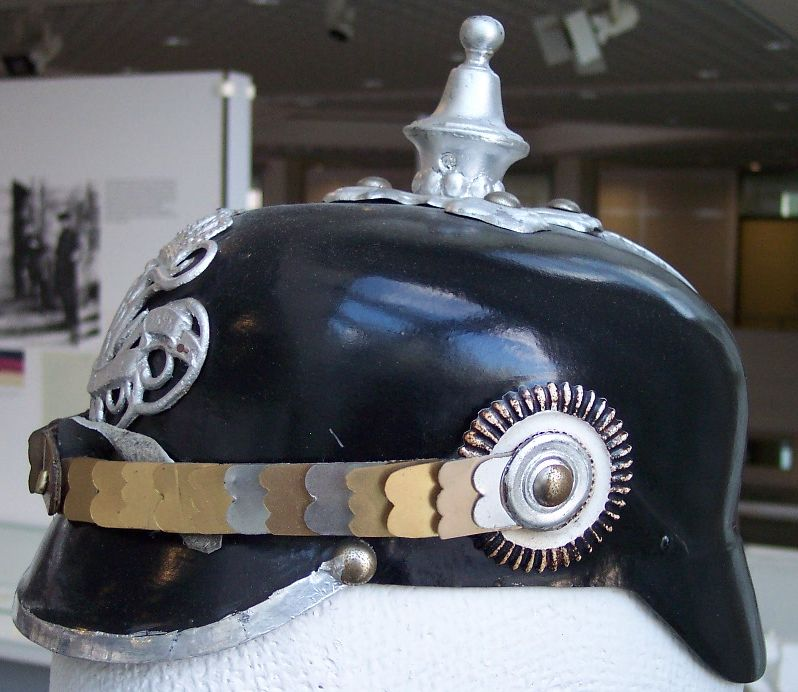
Casc de punta  de policia prussià

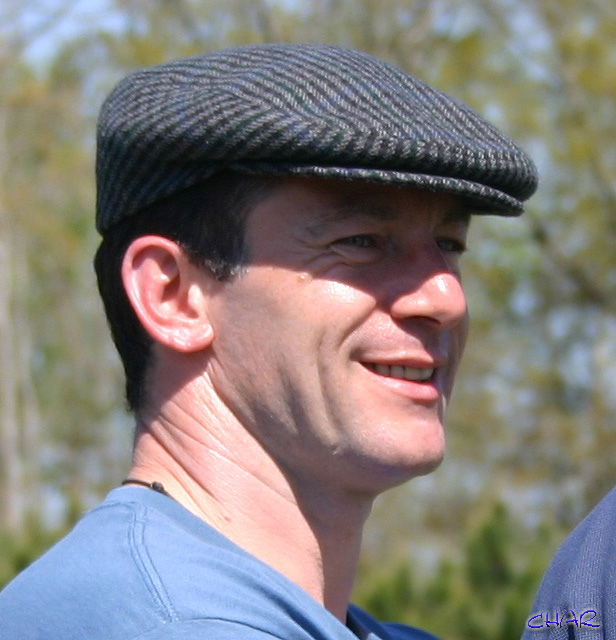
Gorra irlandesa
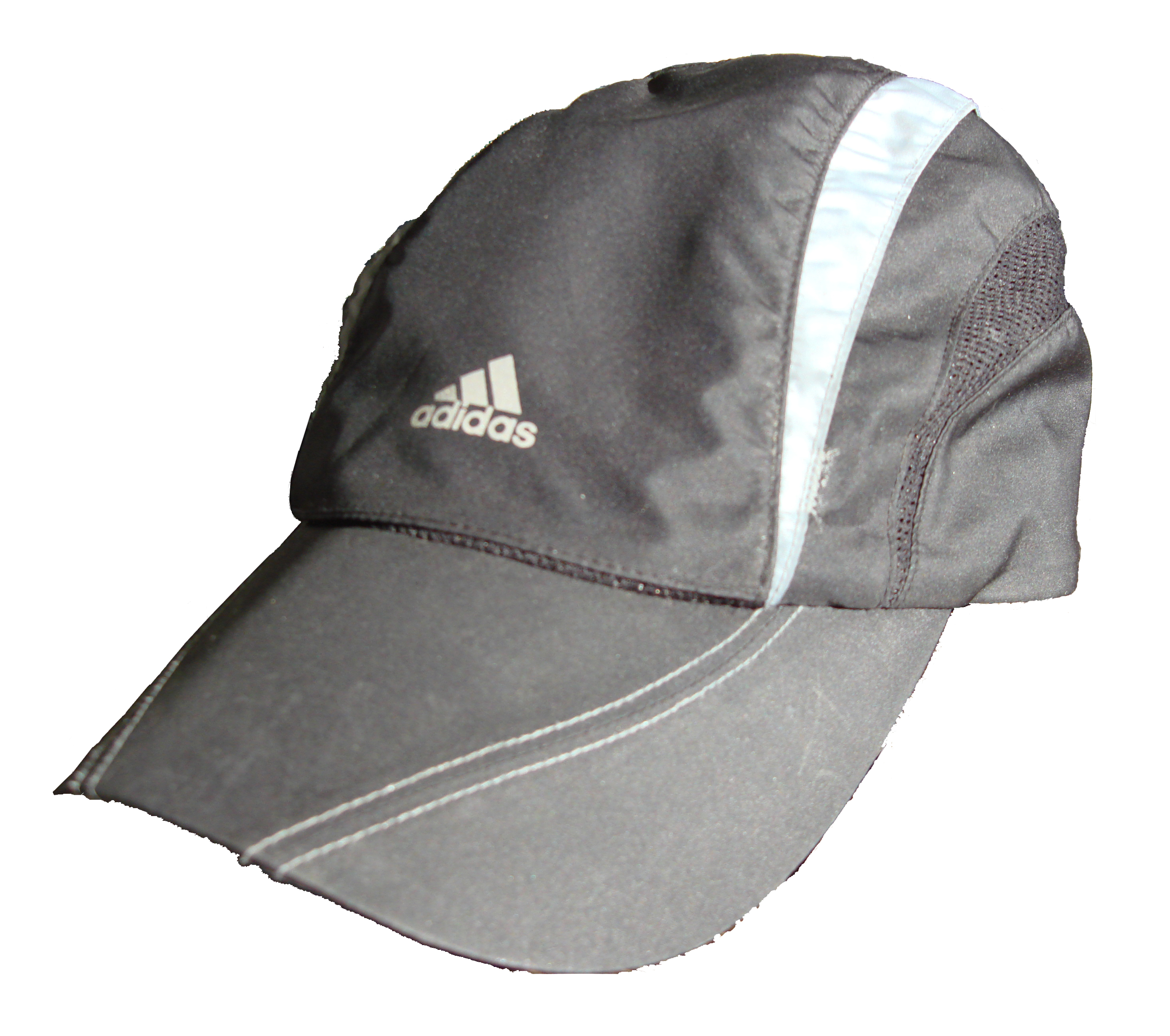
Gorra de beisbol
Gorra de caçador
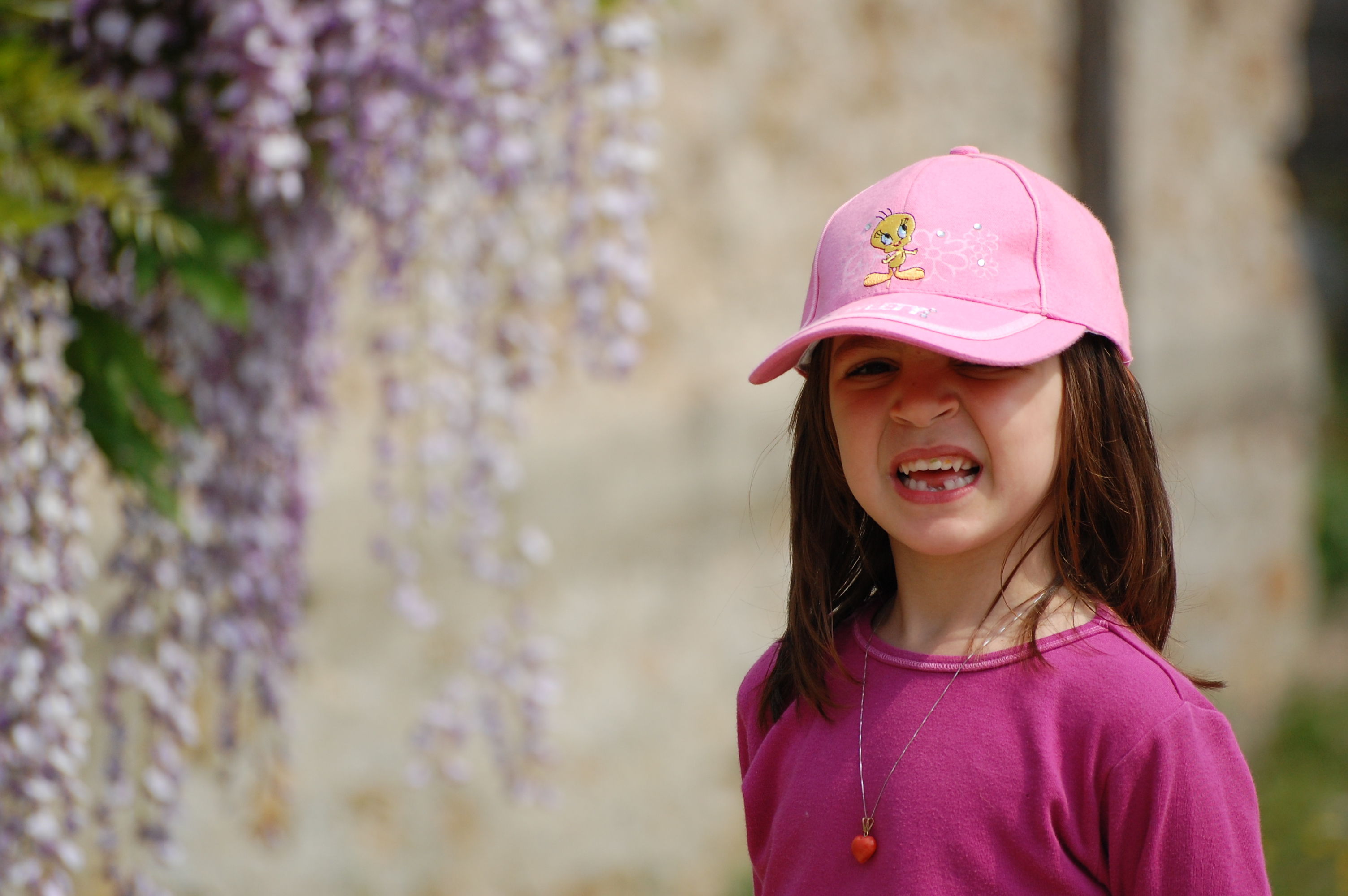
Nena portant una gorra amb visera

## Visera independent

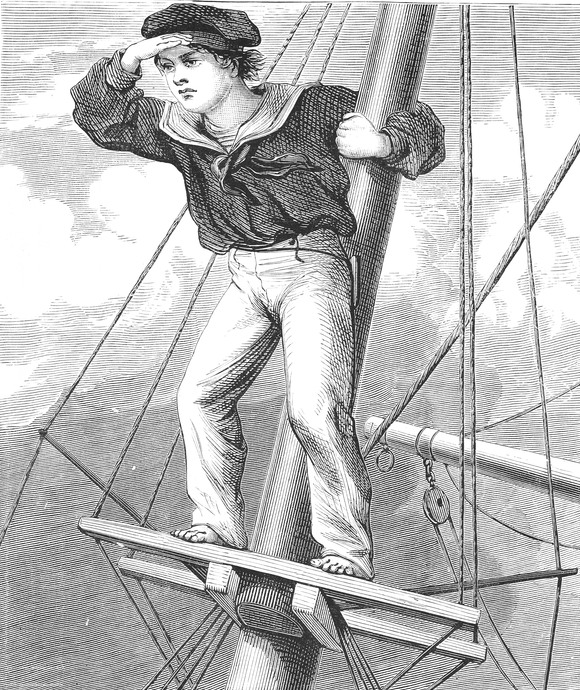
Grumet fent de guaita, emprant una mà com a visera. (Gravat de Harrison Weir).

L'oportunitat d'una visera que faci ombra als ulls és evident. Un gest típic en els humans és emprar una mà (o les dues) per a fer ombra als ulls i eliminar la llum directa del sol o de projectors de llum que destorbin la visió.
Les viseres independents permeten una acció de pantalla similar molt més còmoda, sense privar de l'ús d'ambdues mans.

### Descripció
Les viseres independents consten d'una pantalla (visera pròpiament dita) i un sistema de subjecció al cap. La pantalla té una forma aproximadament semicircular per a adaptar-se al front de l'usuari. El sistema de subjecció és una cinta o cordó elàstic (sense regulació) o una cinta o banda ajustable amb velcro.

### Materials
Les viseres professionals del segle xix eren de cel·luloide. Els models esportius actuals acostumen a fer-se amb una pantalla d'un material plàstic flexible, folrada d'un teixit adequat (sovint de tovallola, que permet absorbir la suor) que continua en el sistema de subjecció.
En alguns espectacles o esdeveniments amb públic del segle passat, eren freqüents les viseres publicitàries formades per una simple cartolina i una goma elàstica.

### Elchagudaxesquimal
Una de les formes més antigues de visera independent és el chagudax dels esquimals. Principalment usat quan hom navegava en caiac.
Generalment estava construït amb fusta conformada i profusament decorat. A més de servir de pantalla, protegia els ulls i la cara de la pluja o dels esquitxos d'aigua i, suposadament, millorava el sentit d'audició (la pantalla còncava i corbada podria recollir millor alguns sons febles i llunyans, ajudant en la tasca dels caçadors esquimals).

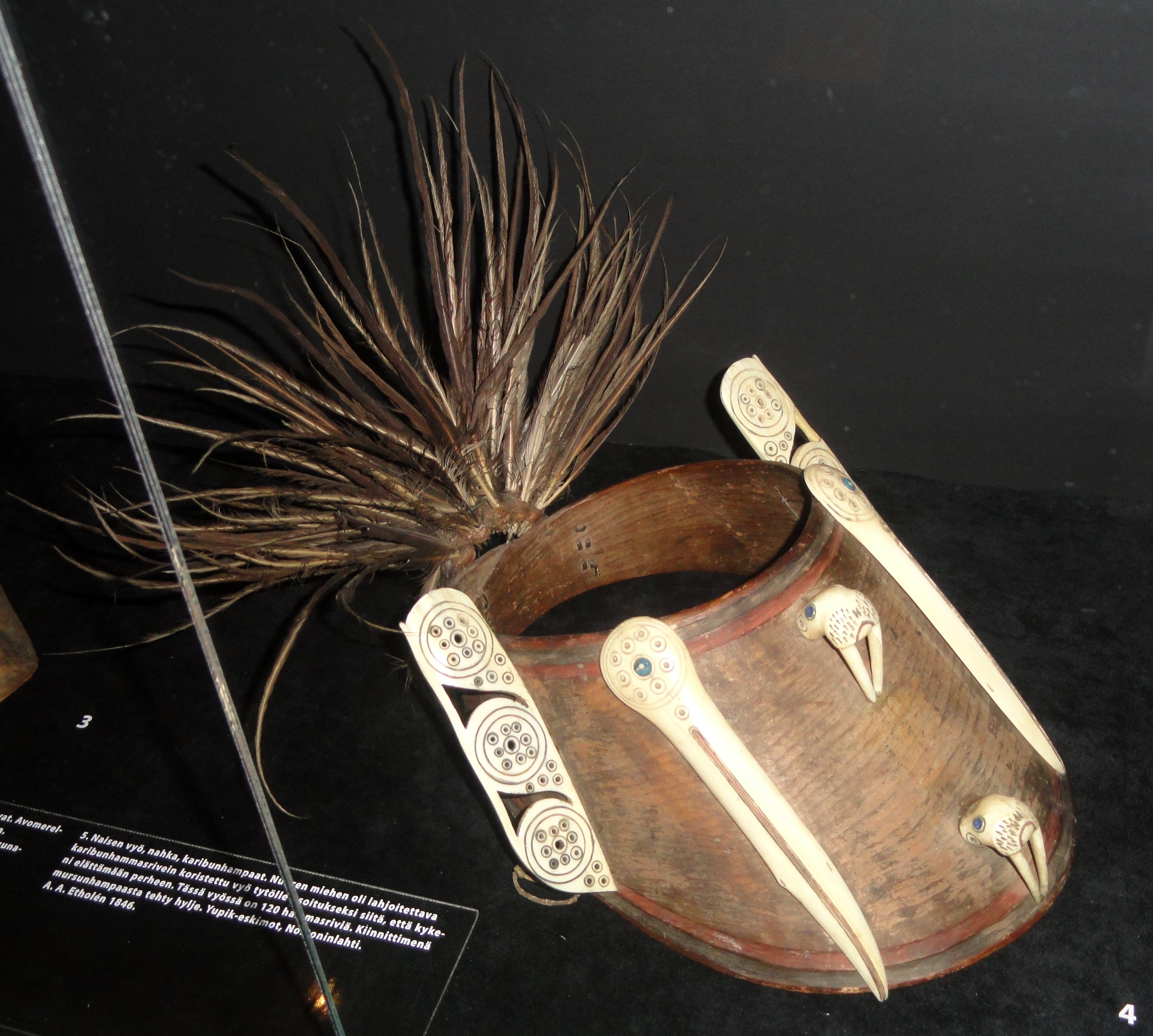
Visera de caçador esquimal. De fusta corbada en calent, decorada amb ivori de morsa i plomes. Col·lecció Arvid Adolf Etholén. Museu Nacional de Finlandia. Helsinki.
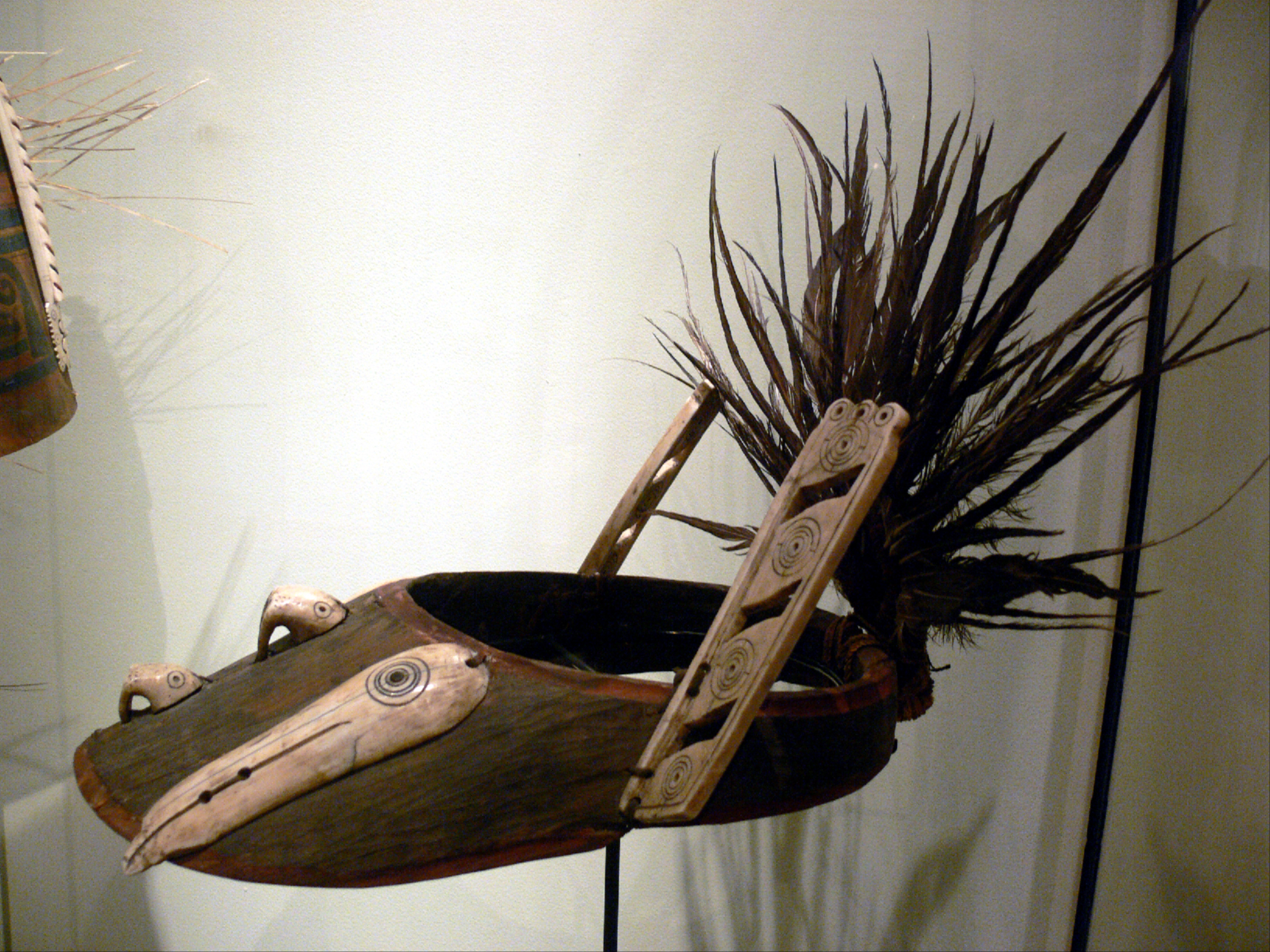
Visera de caçador semi-cònica. Fusta corbada en calent, tallada i decorada. Museu Etnològic de Berlin.

### La visera d'escriptori

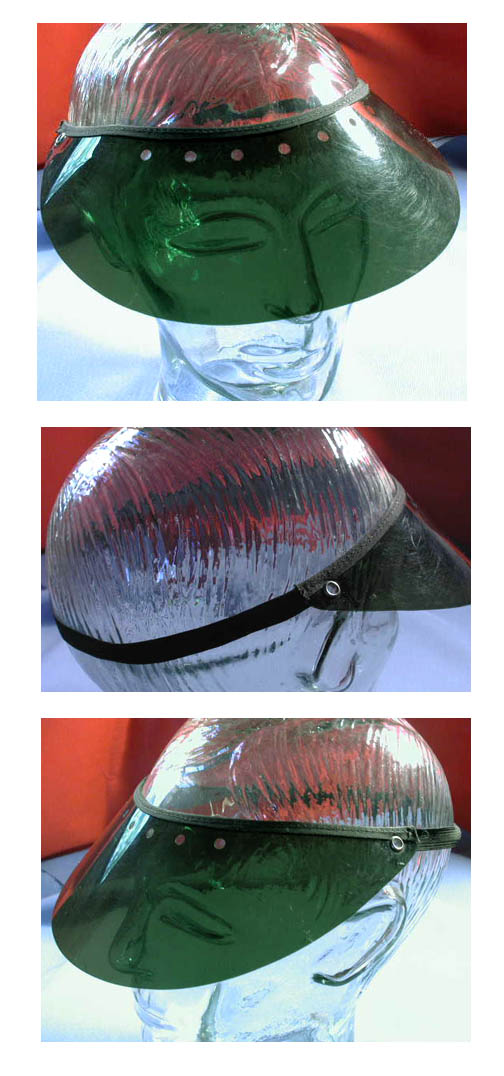
Viseres d'escriptori.

Hi ha una mena de visera independent que fou molt usada per certs professionals des de la meitat del segle xix fins a la meitat del segle xx, aproximadament. Es tracta de la típica "visera de comptable", anomenada en anglès “green eyeshade”.

#### Descripció
La pantalla acostumava a ser de cel·luloide  transparent o translúcid de color verd. D'aquí la denominació en anglès. També hi havia pantalles de cuiro, xarol o cartulina. El sistema de subjecció podia ser rígid o flexible. I, amb possibilitat d'ajustar-lo o no.

#### Usuaris principals
Els professionals que usaven la mena de viseres descrites eren comptables, telegrafistes, correctors d'impremta, periodistes a l'hora de mecanografiar i, en general, persones que havien de treballar moltes hores llegint o escrivint.
També eren populars les viseres entre els jugadors de cartes i els crupiers. I alguns jugadors de billar.
La filmografia ha recollit l'abillament típic dels professionals i usuaris anteriors, que incloïa l'ús d'una visera i uns maneguins negres.
- Els periodistes americans d'una determinada època estaven tan associats a les viseres verdes que hi un premi anual, The Green Eyeshade Awards, per als millors articles del sud dels Estats Units.[18]

## Visera en una armadura
Durant molts anys, en època medieval i en temps posteriors, la visera era una peça de l'elm que protegia la cara. Generalment estava articulada i podia alçar-se (obrir la visera) o tancar-se (calar la visera).
L'origen del nom està relacionat amb l'acció de veure o mirar. En llatí visus, visa, visum; participi del verb vidēre. La peça es va associar a les obertures (forats, escletxes o reixetes) que permetien la visió.
La doble funció de protegir i permetre la visió de les viseres militars s'ha mantingut en models actuals de cascs esportius, professionals i militars, equipats amb diferents viseres adequades a les necessitats particulars de cada cas.

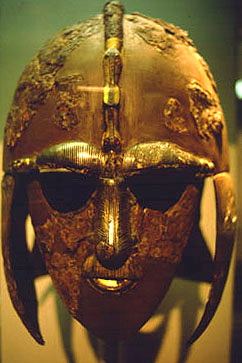
Elm cerimonial de Sutton Hoo. Segle VII.
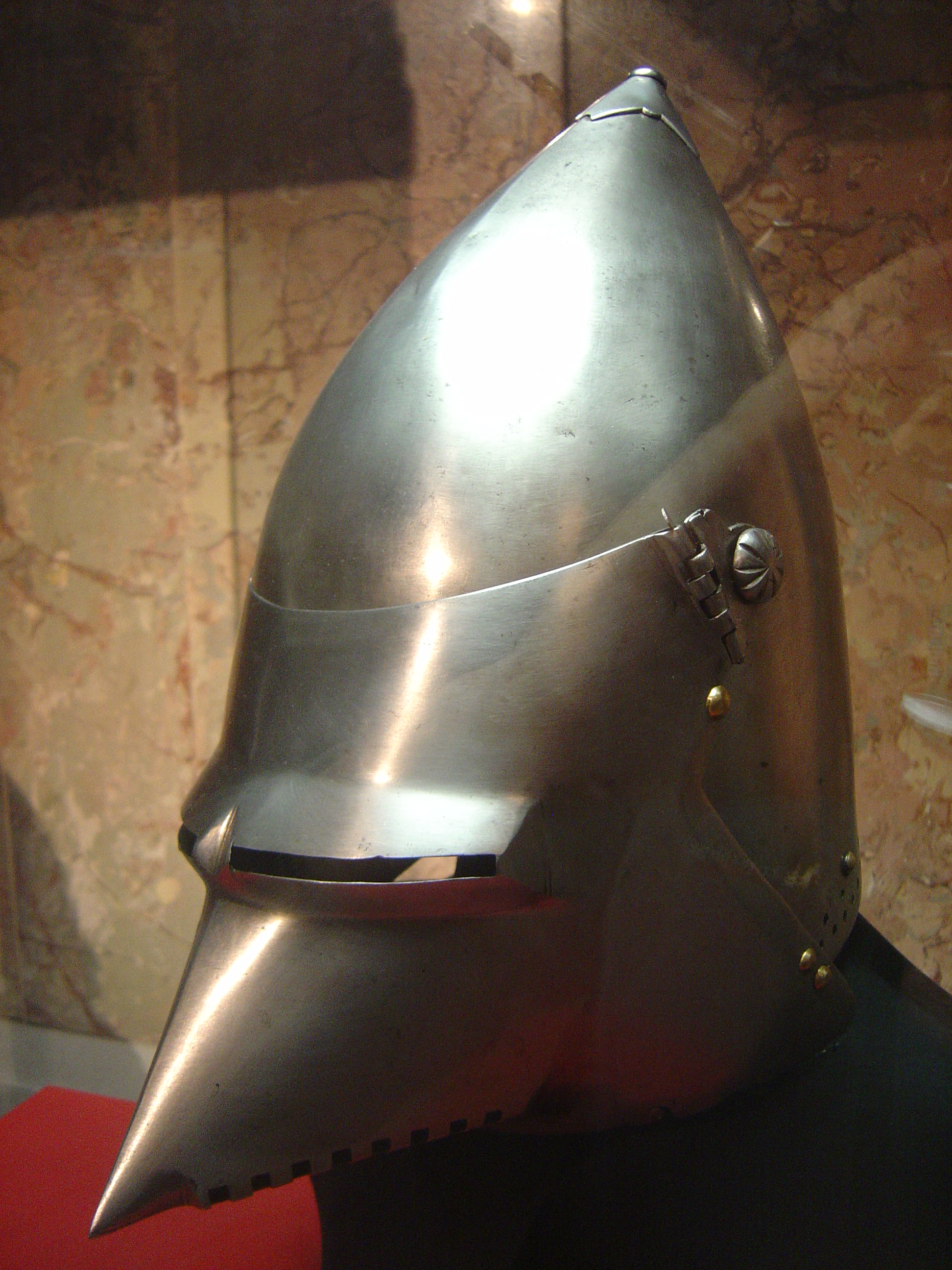
Elm amb visera. C 1400
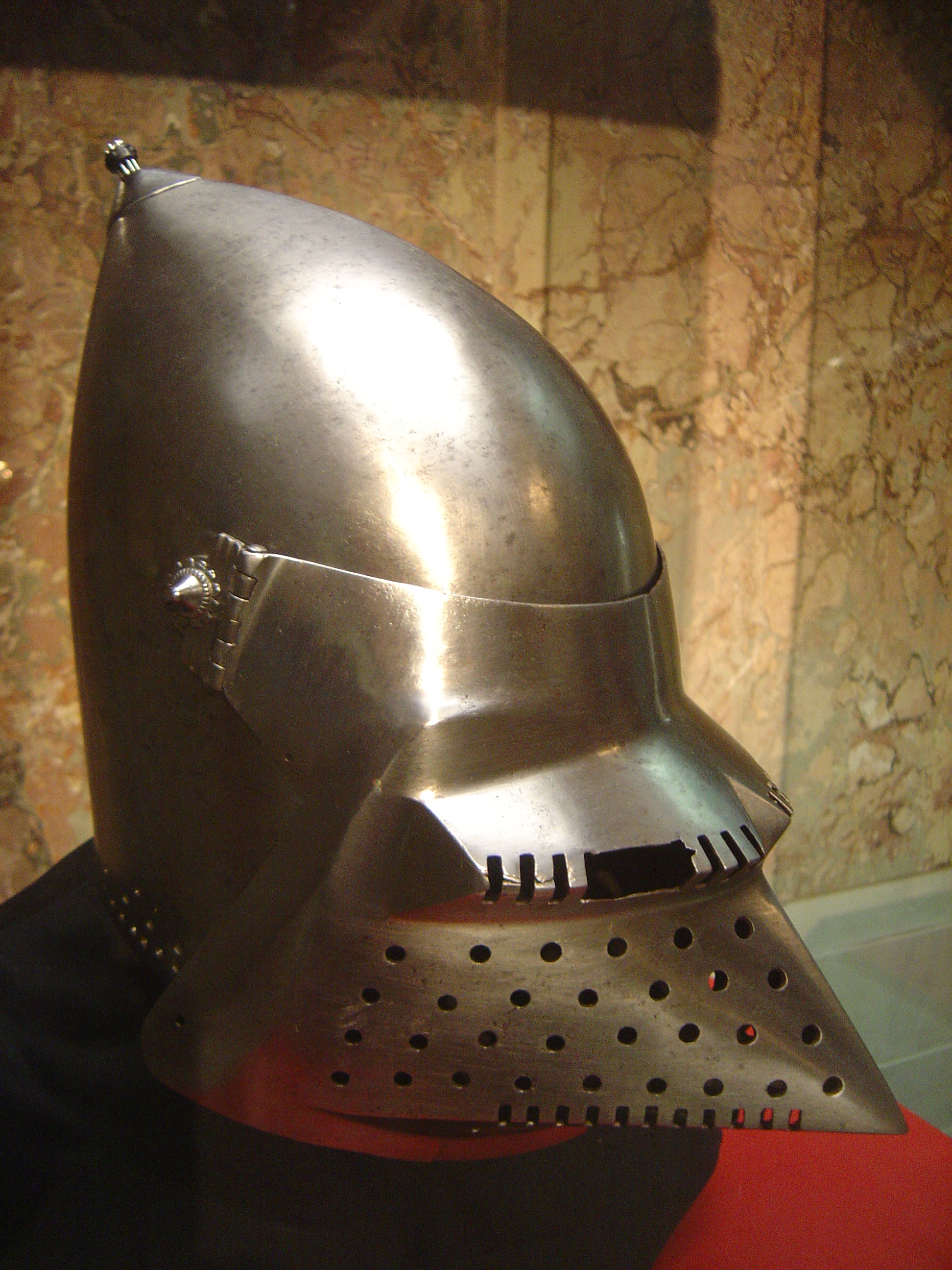
Elm amb visera. C 1400
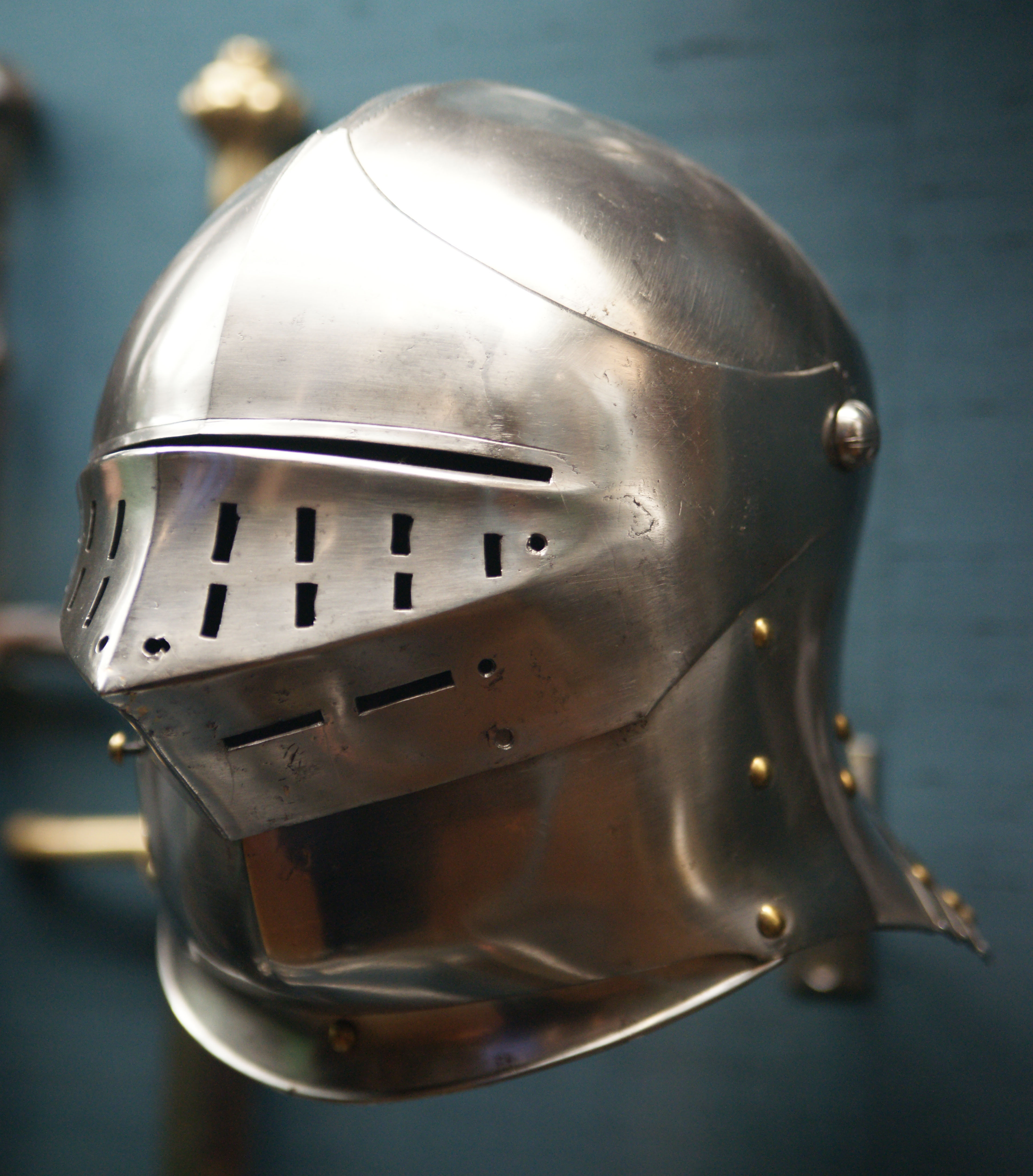
Elmet del segle XV

## Viseres facials en cascs moderns
De manera semblant als antics elms amb visera de les armadures dels guerrers, hi ha cascs actuals que protegeixen el cap i estan equipats amb una visera que protegeix els ulls i que permet la visió al seu través.

### Viseres facials

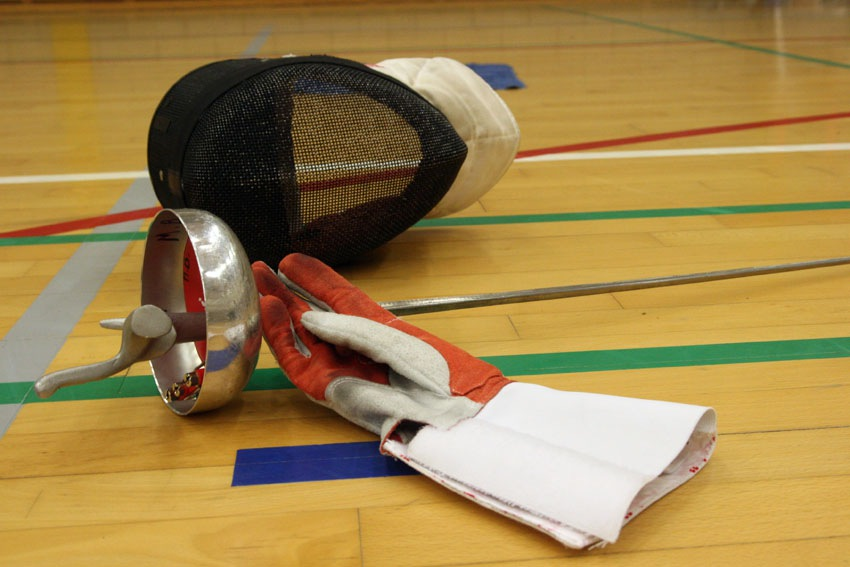
Careta d'esgrima amb una visera de filat (malla metàl·lica), entre altres peces.

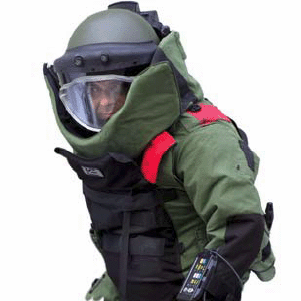
Agent TEDAX dels Mossos d'Esquadra, equipat – entre altres elements- amb una visera de protecció.

Incorporades en un casc o independents, hi ha diverses viseres professionals o esportives que protegeixen tota la cara, especialment els ulls. Un dels aspectes principals d'aquestes viseres és la transparència necessària a la zona dels ulls, tot i que hi ha models en els quals la pantalla de protecció és completament transparent.

#### Materials
Els materials típics són els següents:
- policarbonat
  - proporciona una resistència als impactes excel·lent, una bona qualitat òptica i una resistència als agents químics i la temperatura acceptable[20]
- acetat de cel·lulosa
  - proporciona una resistència als impactes excel·lent, una bona qualitat òptica i una resistència als agents químics i la temperatura acceptable[21]
- malla metàl·lica
- malla de plàstic

#### Altres aspectes
- les viseres plàstiques poden ser transparents o tintades d'un color adequat (groc, fumat…). El tintat pot ser uniforme o degradat. A més, acostumen a tenir un tractament anti-baf per les dues cares.
- les viseres de filat acostumen a estar pintades o ser de color negre, per a evitar o minvar els reflexos no desitjats i permetre una visió òptima (dins dels límits del disseny de la peça)

### Models moderns de casc amb visera

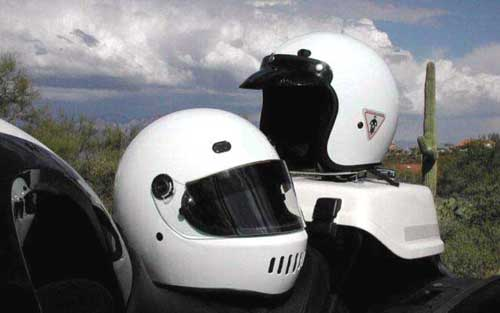
Dos cascs de motociclista. El de l'esquerra del tipus integral o tancat, amb visera per a mirar. El de la dreta del model de cara descoberta, amb visera parasol
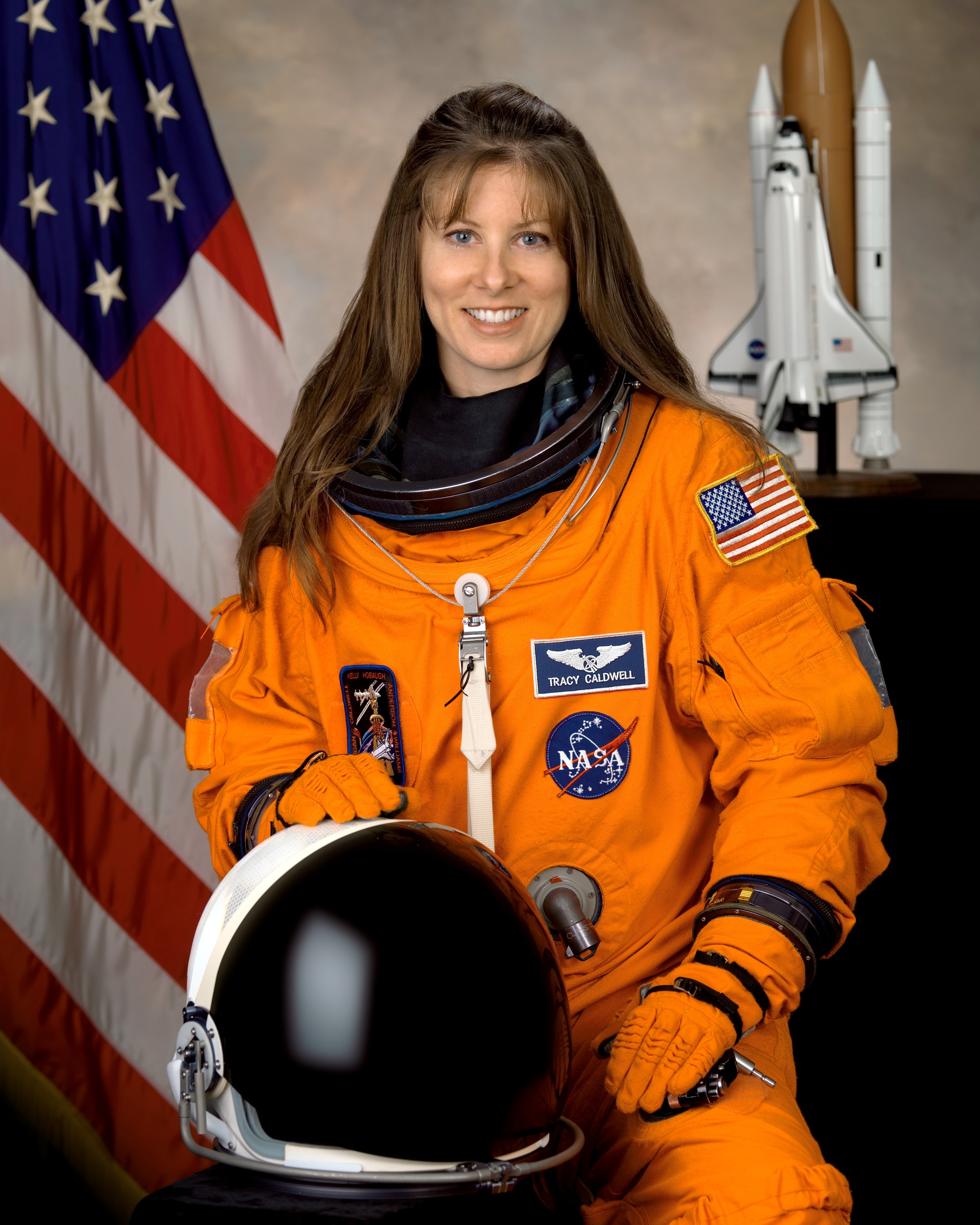
Tracy Caldwell, una astronauta amb el seu casc
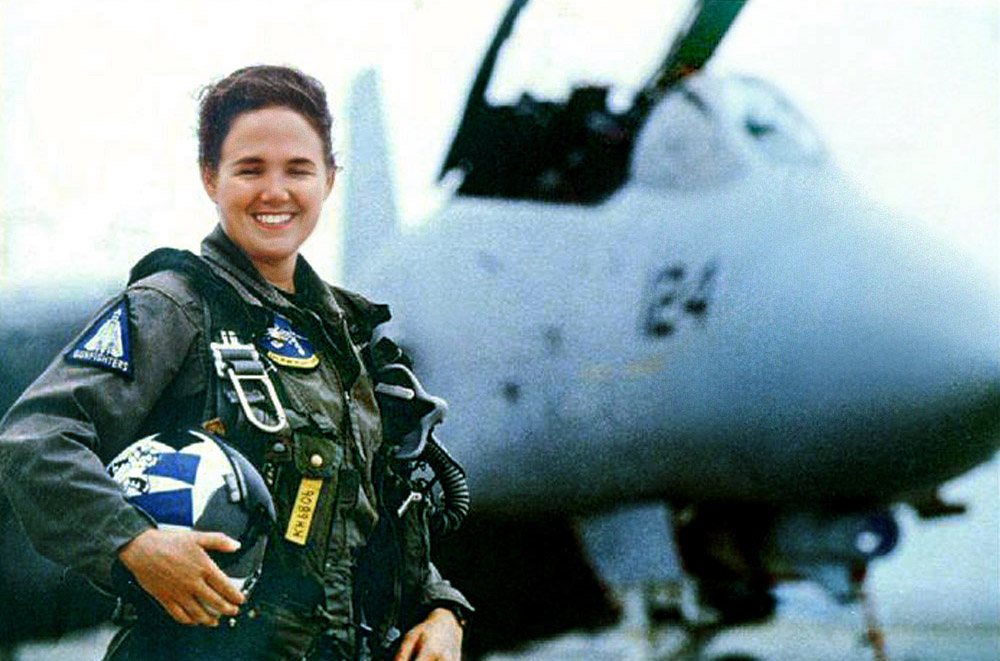
U.S. Navy Lt. Kara Hultgreen, la primera pilot de combat des d'un portaavions davant d'un caça Grumman F-14 Tomcat.
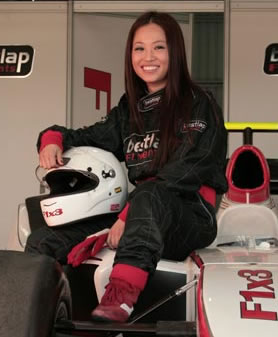
L'actiu coreana Usun Yoon en un monoplaça de Fórmula 1 amb un casc integral

### Viseres d'astronauta

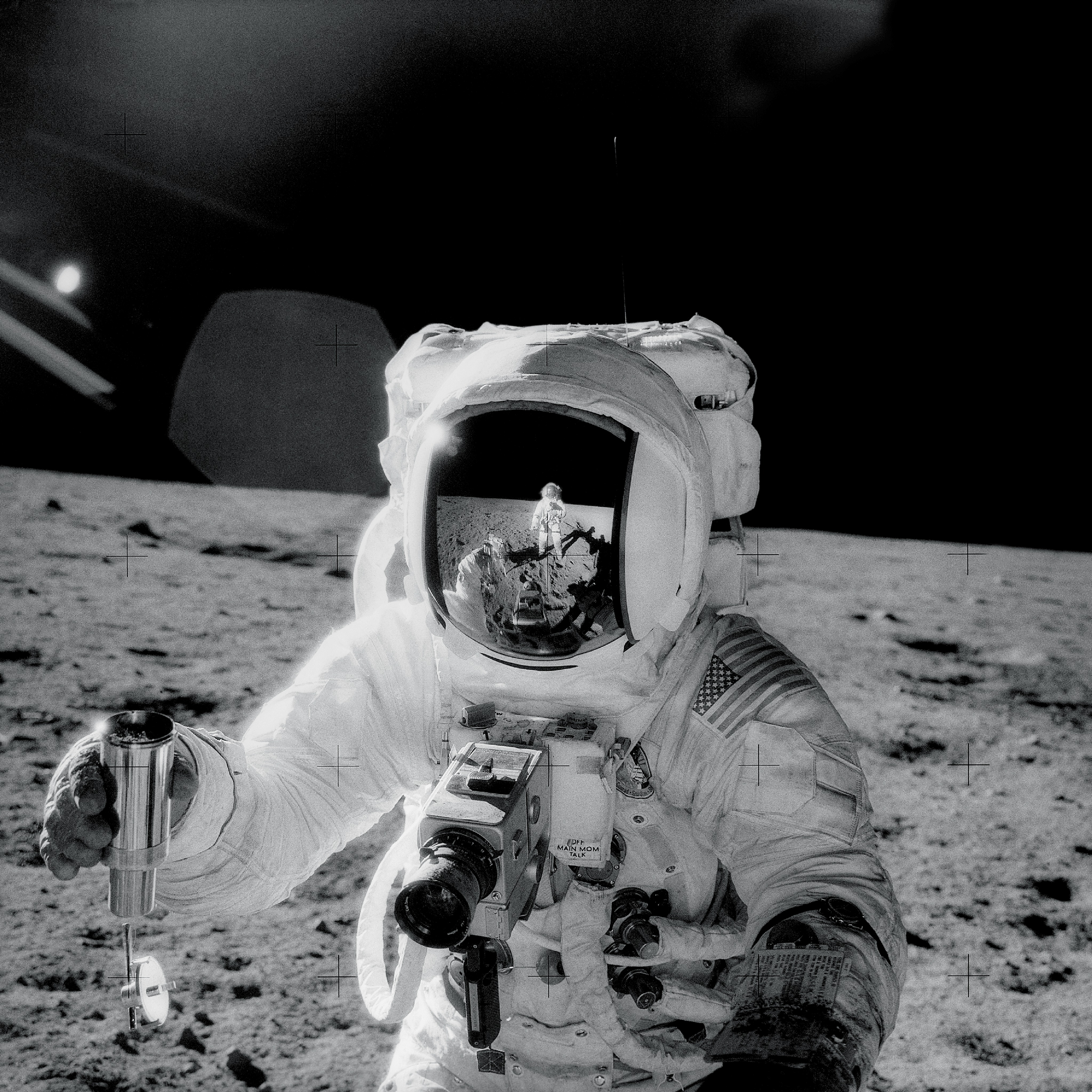
Apollo 12. Astronauta Alan Bean
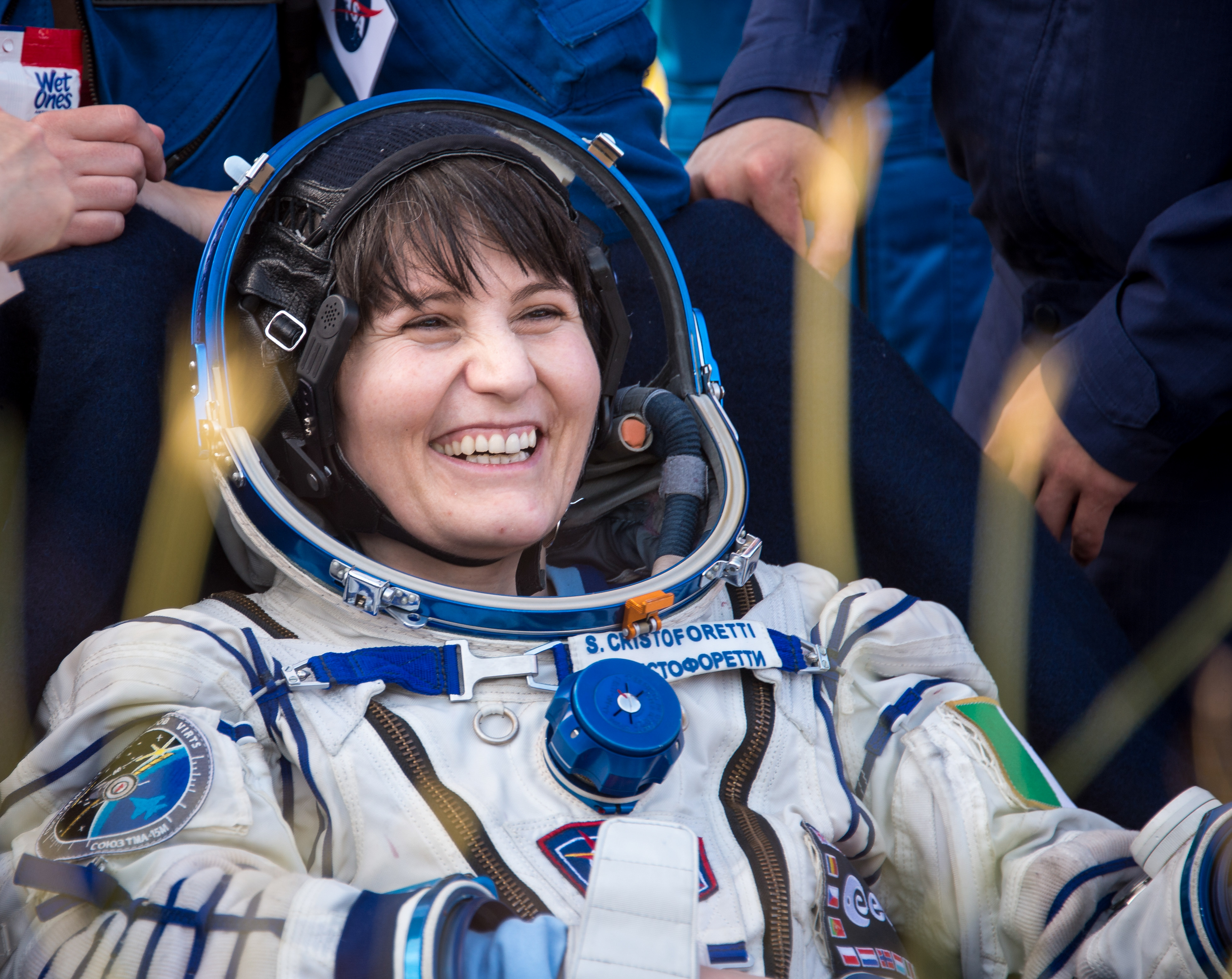
Samantha Cristoforetti, astronauta italiana, després d'aterrar. Amb el casc parcialment desmuntat
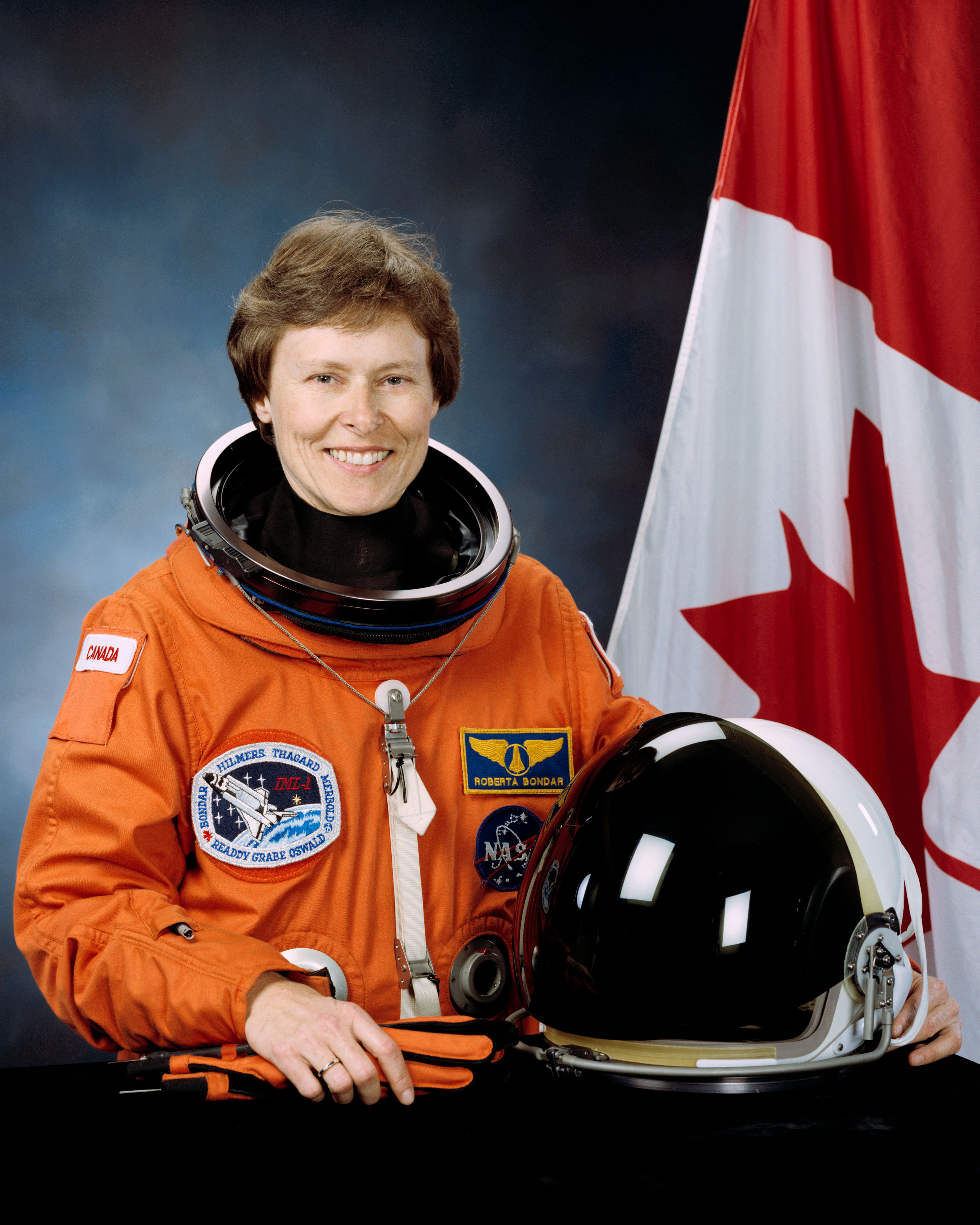
Roberta L. Bondar
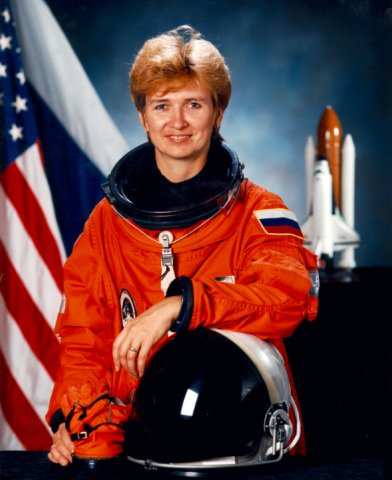
Yelena Kondakova

### Viseres de pilots d'aviació
Els cascs actuals dels pilots militars poden portar sistemes de projecció del tipus head-up display. Aquests dispositius permeten al pilot conservar la visió directa dels ulls (en qualsevol posició del cap i d'orientació de la mirada), superposant altres imatges relatives als instruments i sistemes de punteria. Una de les solucions emprades és projectar aquestes imatges sobre la part interior de la visera.

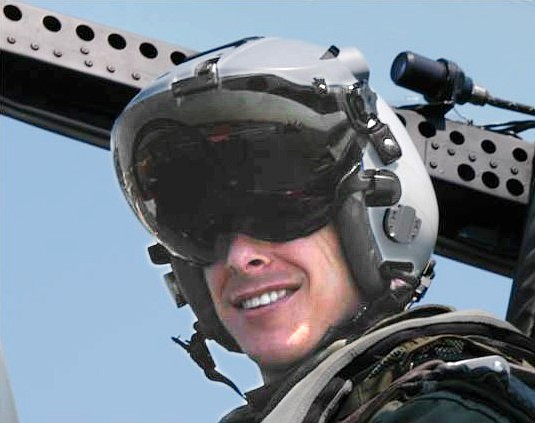
Pilot amb un casc JHMCS (Joint Helmet Mounted Cueing System). Amb sistema de punteria incorporat al casc.
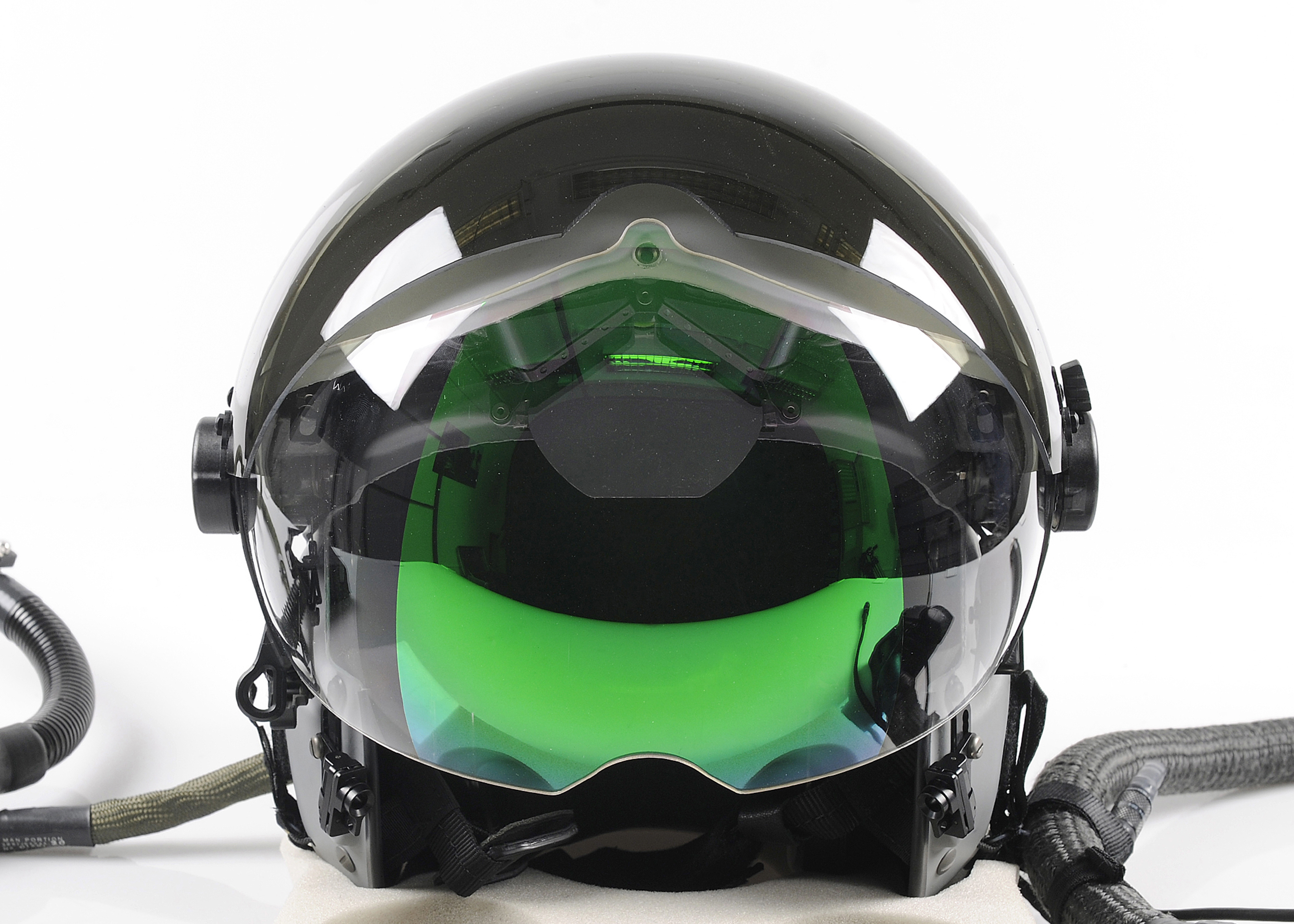
Casc d'un pilot del caça Eurofighter Typhoon
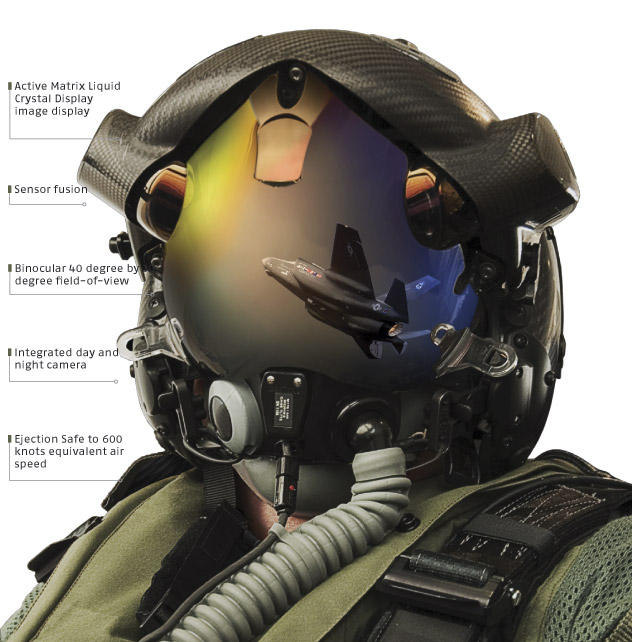
Casc amb sistema de projecció i punteria integral per a pilots del caça F-35 Lightning II
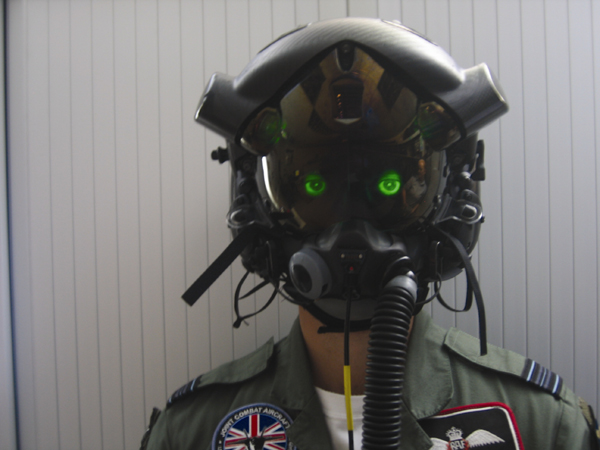
Casc amb sistema de projecció i punteria integral per a pilots del caça F-35 Lightning II

### Viseres de pilots del motor
En els esports del motor els cascs integrals amb viseres tenen una gran importància.
Han de ser adequats per a les tasques següents:
- protecció contra impactes
- confortables
- permetre una bona visió del pilot
- permetre una ventilació adequada
- retardar l'acció del foc

Hi ha diversos fabricants que ofereixen models d'alta gama, amb preus que superen els 1000 euros. Alguns trets generals inclouen una estructura de resina reforçada amb fibres de carboni, un encoixinat per a amortir els impactes, una capa de Nomex per a retardar l'acció de les flames, un sistema de ventilació idoni per a cada especialitat esportiva i una visera d'altes prestacions.
- La base de la visera és una làmina de Lexan (transparent o amb filtres òptics continus o degradats) amb un gruix variable entre 1 i 3 mm.
- La part interior pot tenir un recobriment anti-baf
- La part exterior disposa de diverses làmines de plàstic transparent que poden ser arrencades a voluntat del pilot, per a disposar sempre d'una visera neta i transparent.

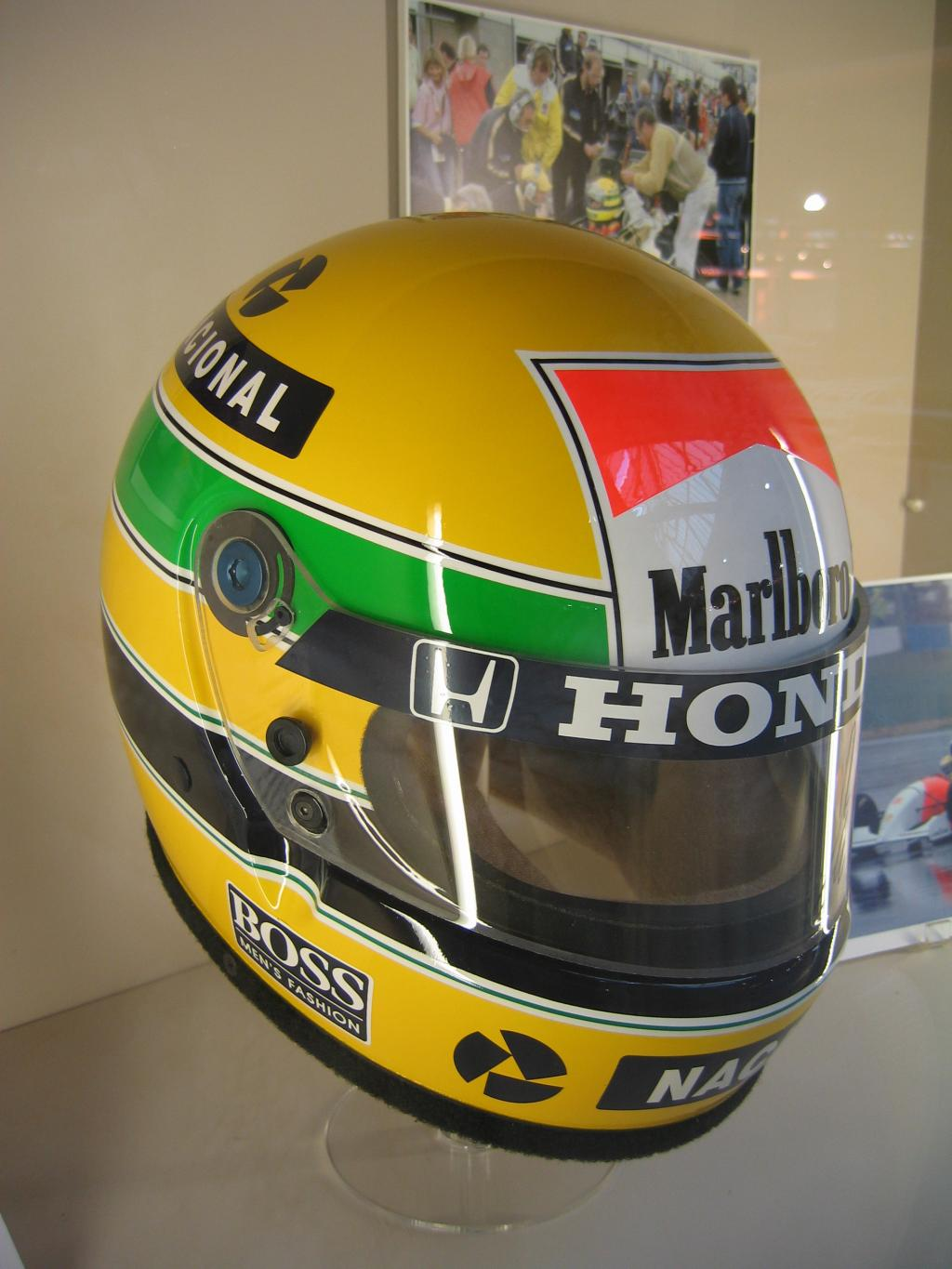
Casc integral d'Ayrton Senna. Formula 1.
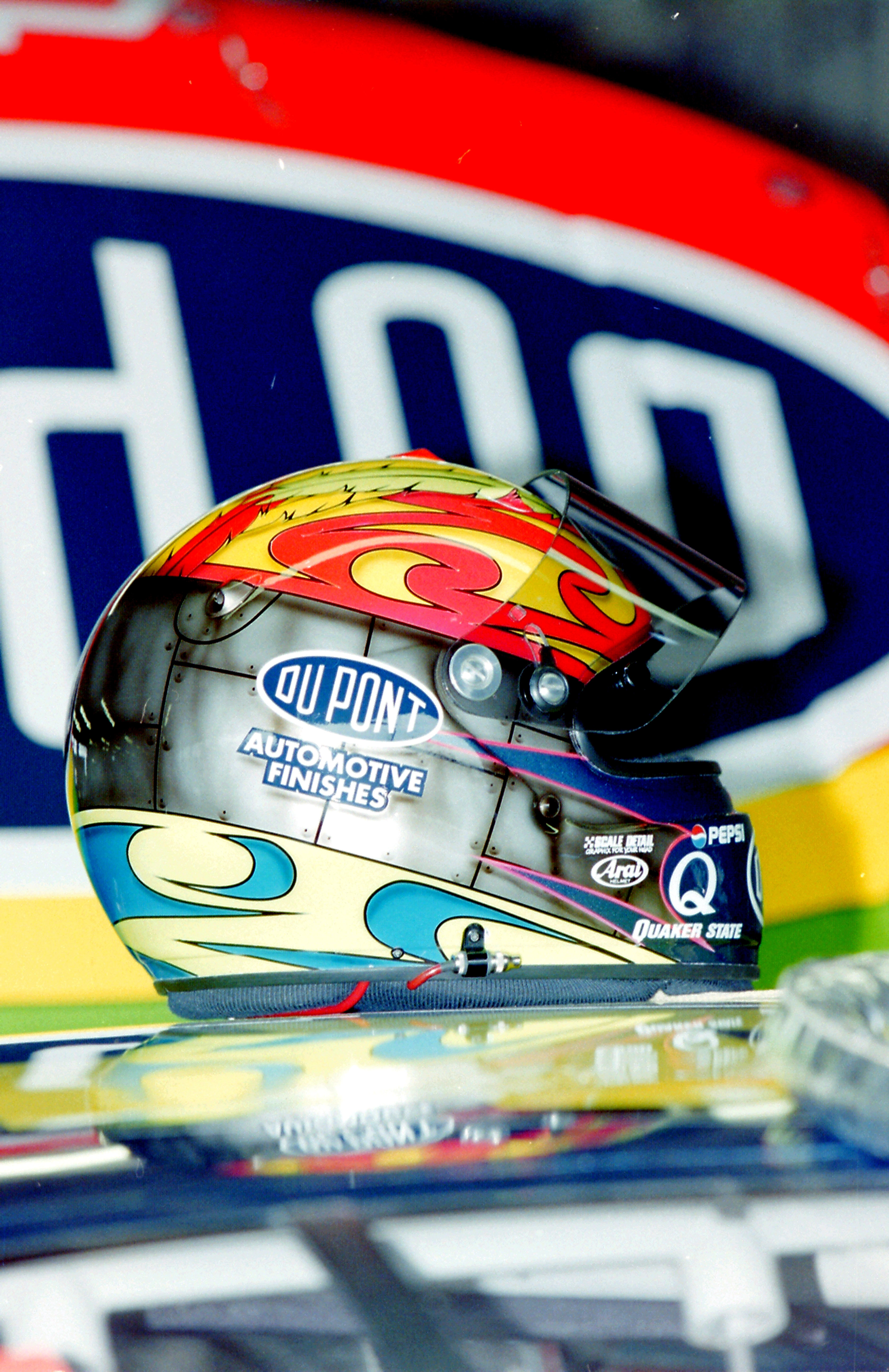
Casc integral de Jeff Gordon. Nascar.
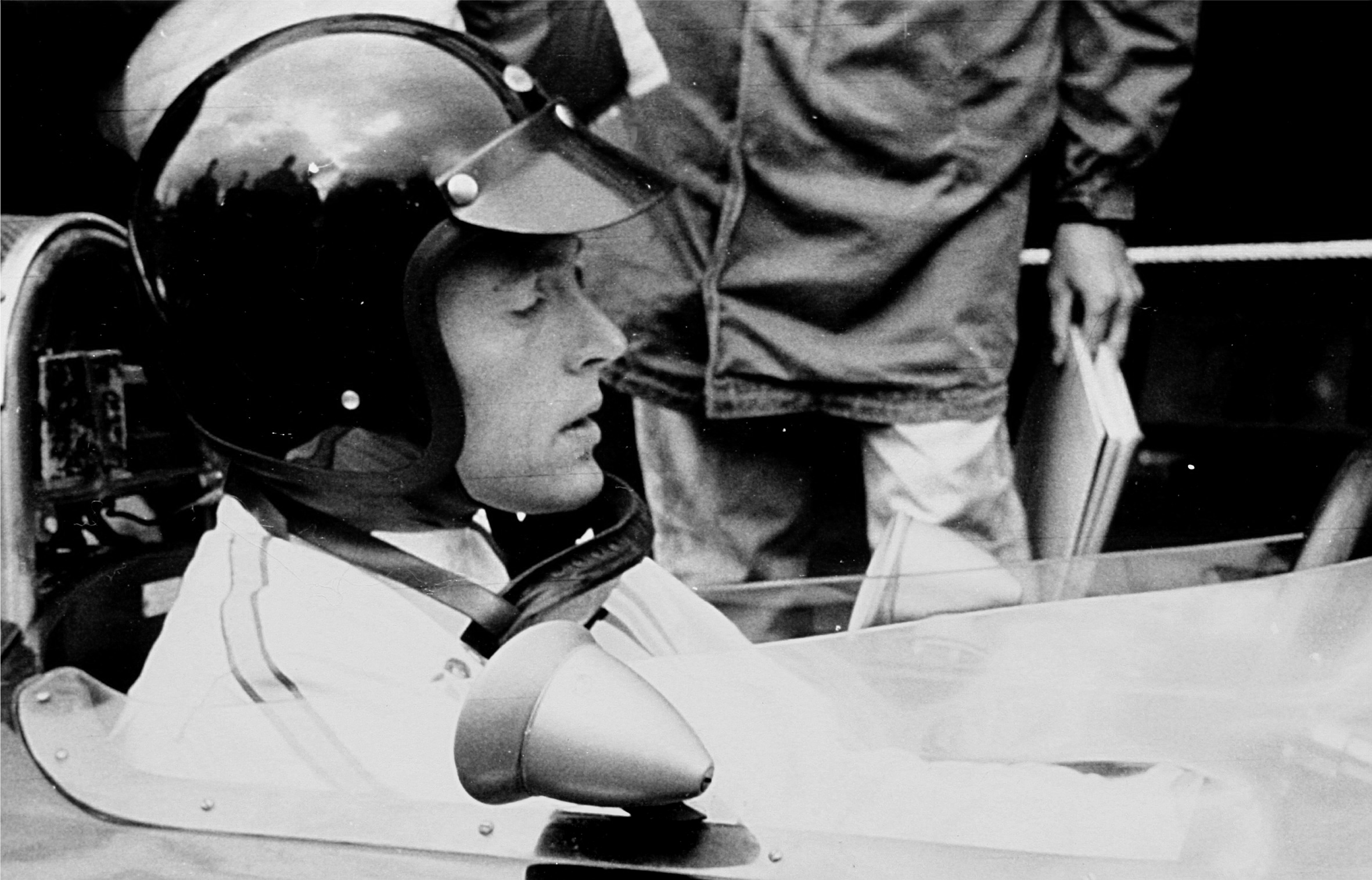
Casc obert amb visera-pantalla. Dan Gurney. 1965.

### Viseres de motonàutica

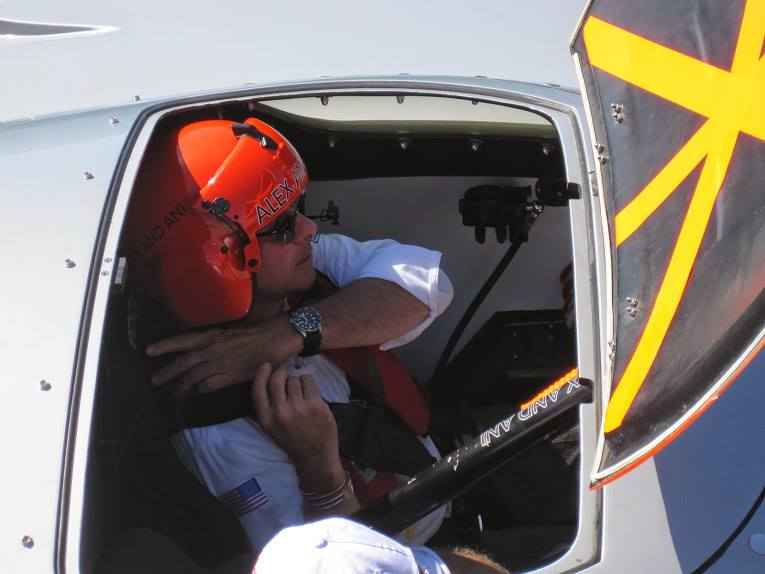
Serafino "Jimmy" Cazzani Superboat Unlimited Offshore Racing World Championship. 2014. Casc sense visera.
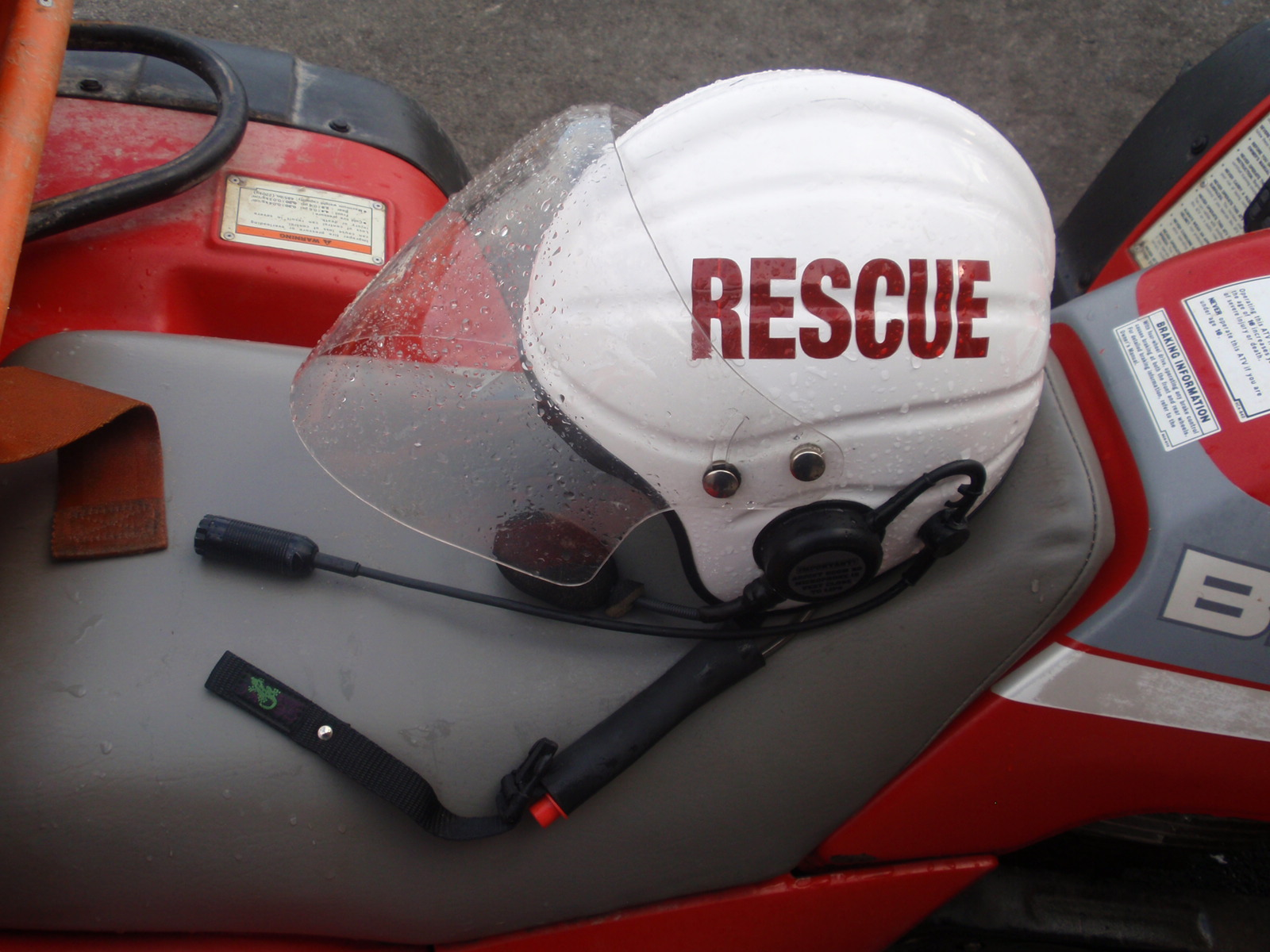
Casc d'un guarda salvavides del mar

### Viseres de soldadura

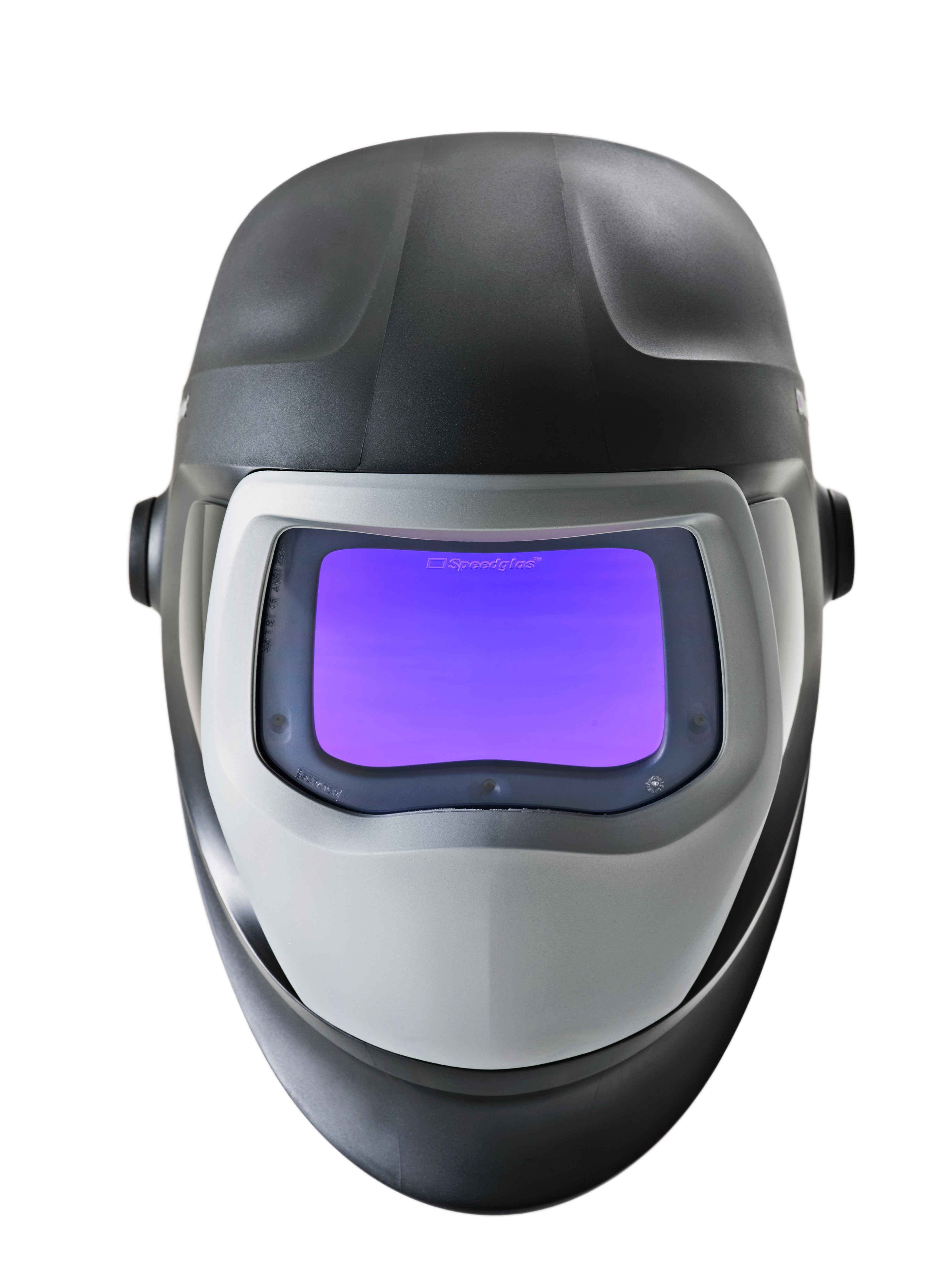
Casc de soldador amb visera especial

### Viseres de bomber

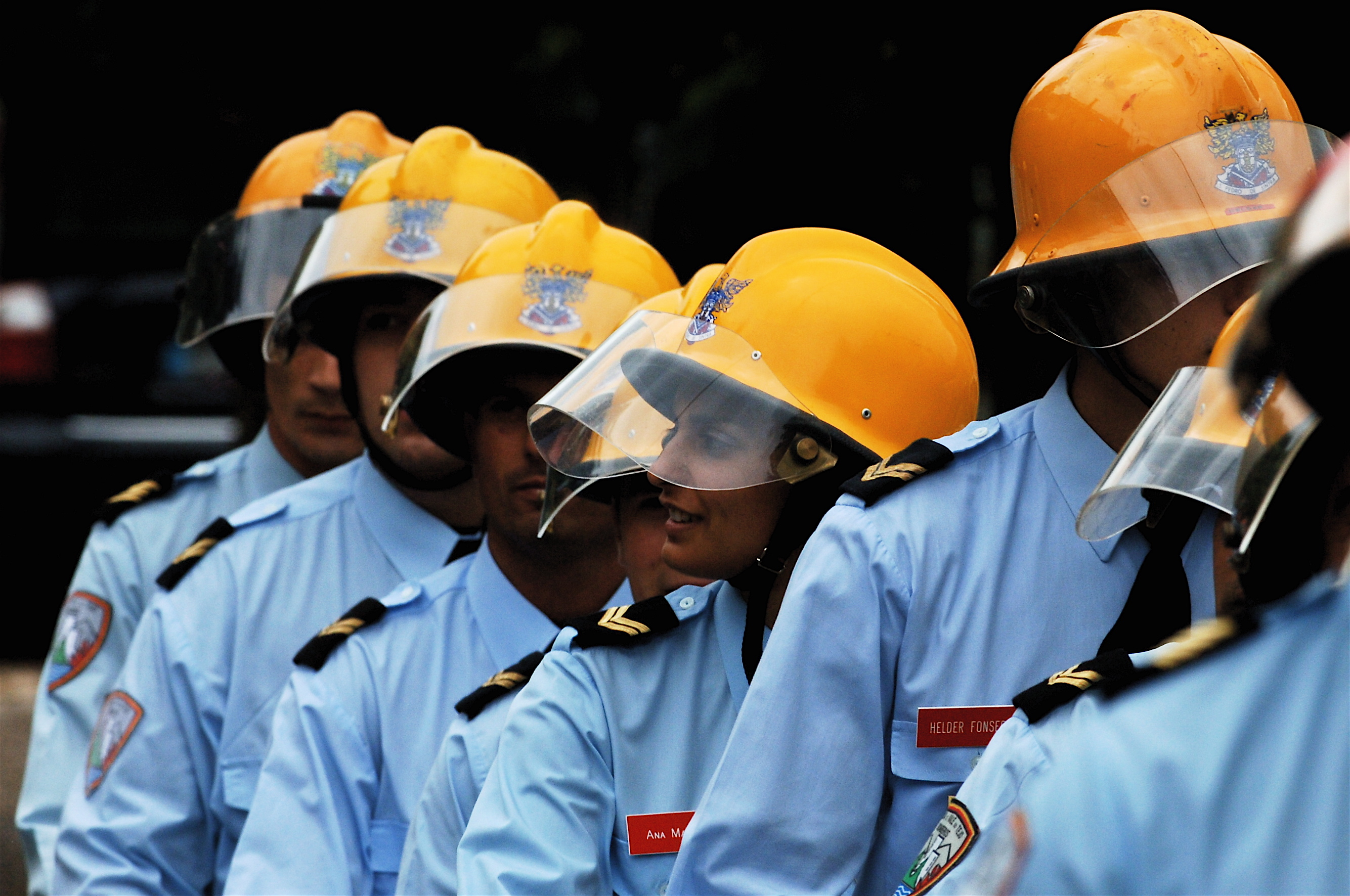
Bombers de Sintra (Brasil)

### Viseres de policia

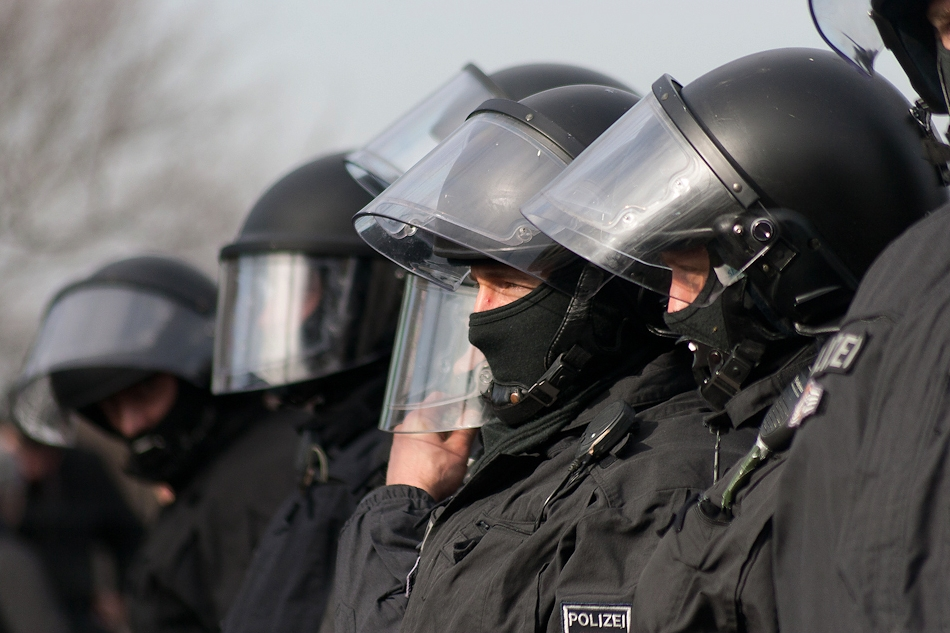
Antiavalots alemanys en una manifestació anti-nazi a Dresden el 2012

### Viseres anti-contaminació

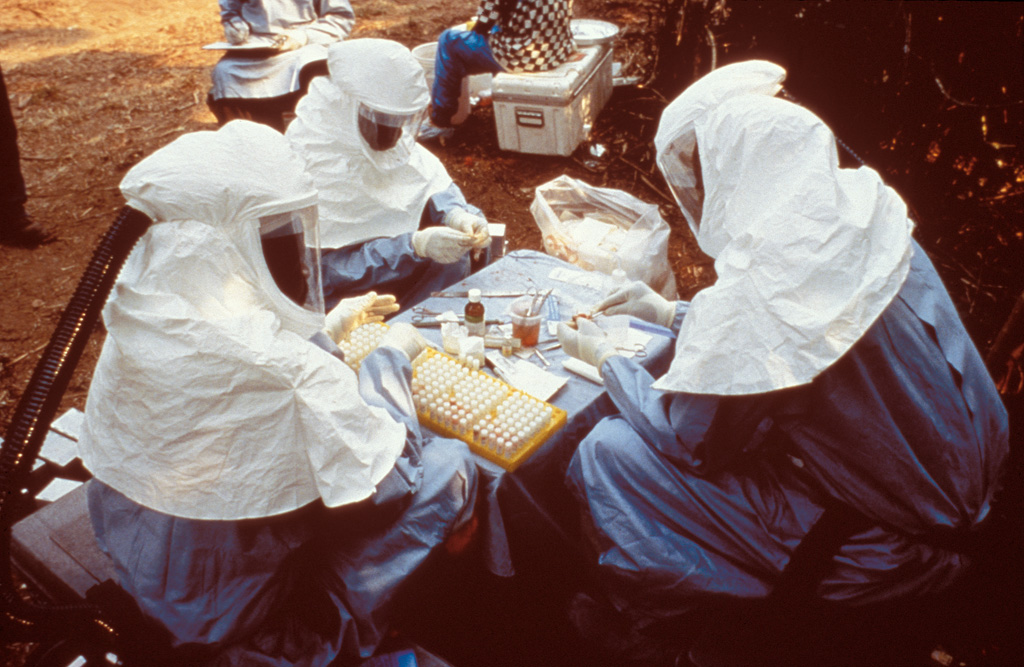
Fotografia de 1995 que mostra alguns científics vestits amb equipament de protecció personal (PPE) analitzant mostres d'animals recollides a Zaire cercant el virus Ebola

### Viseres militars

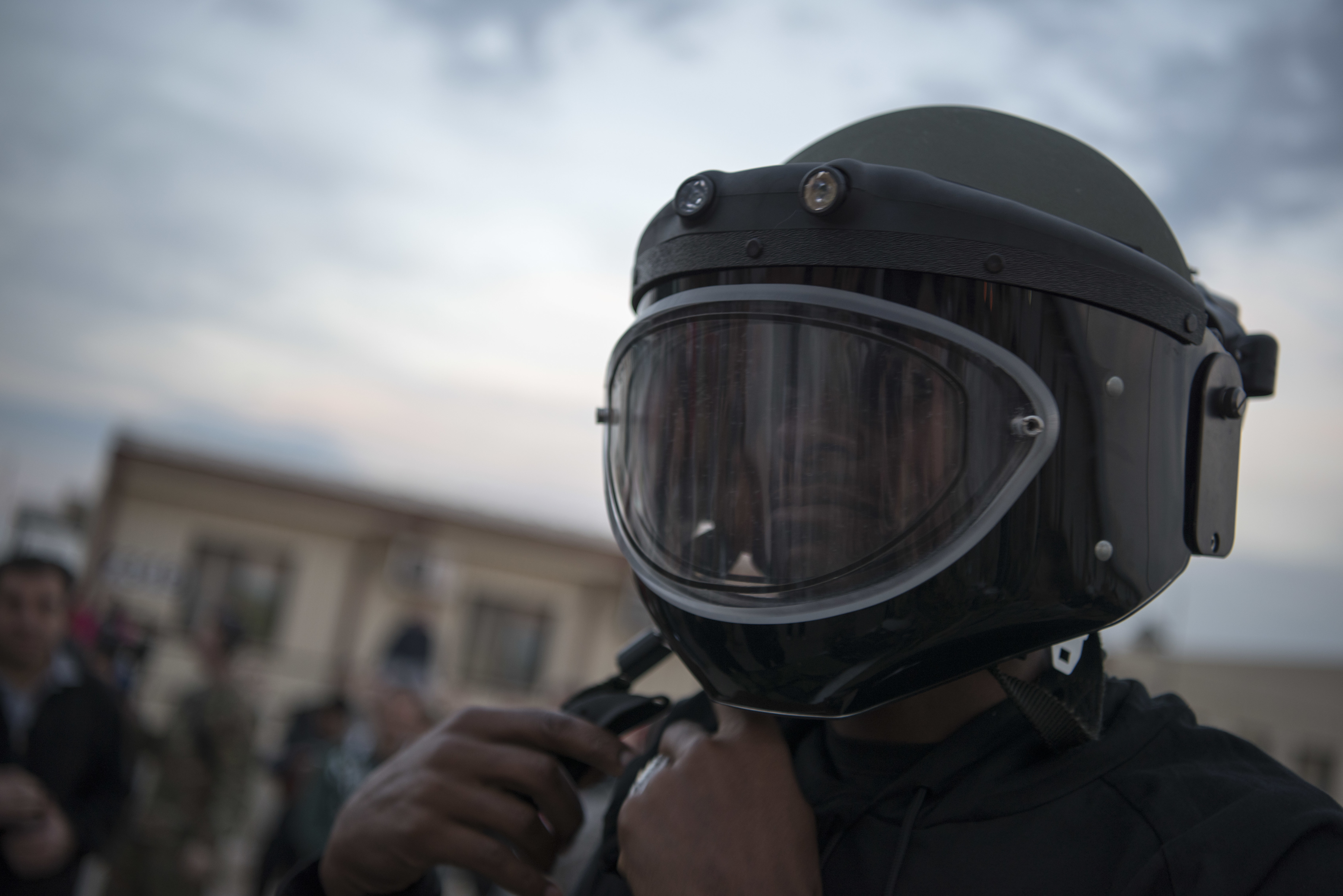
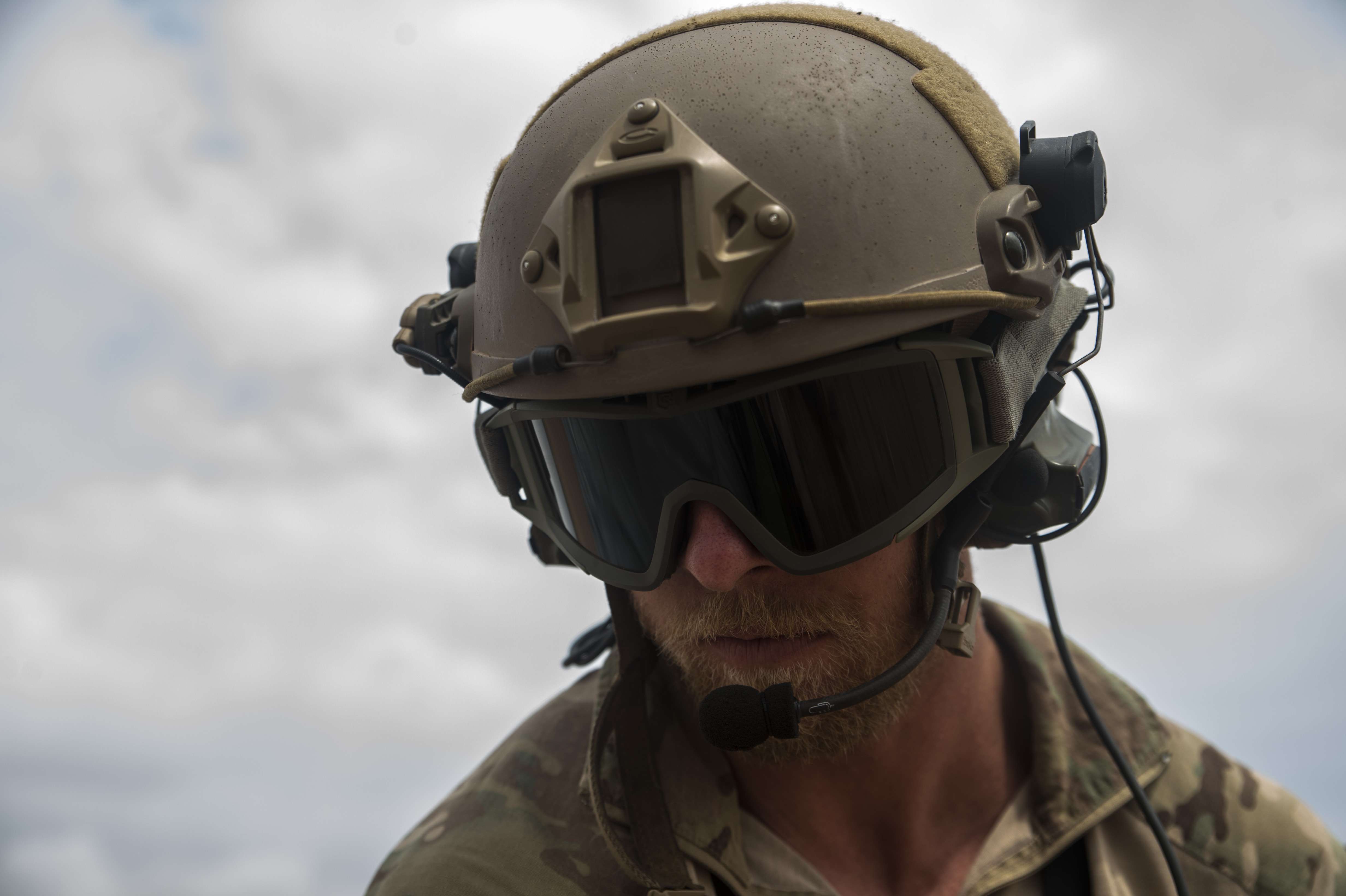
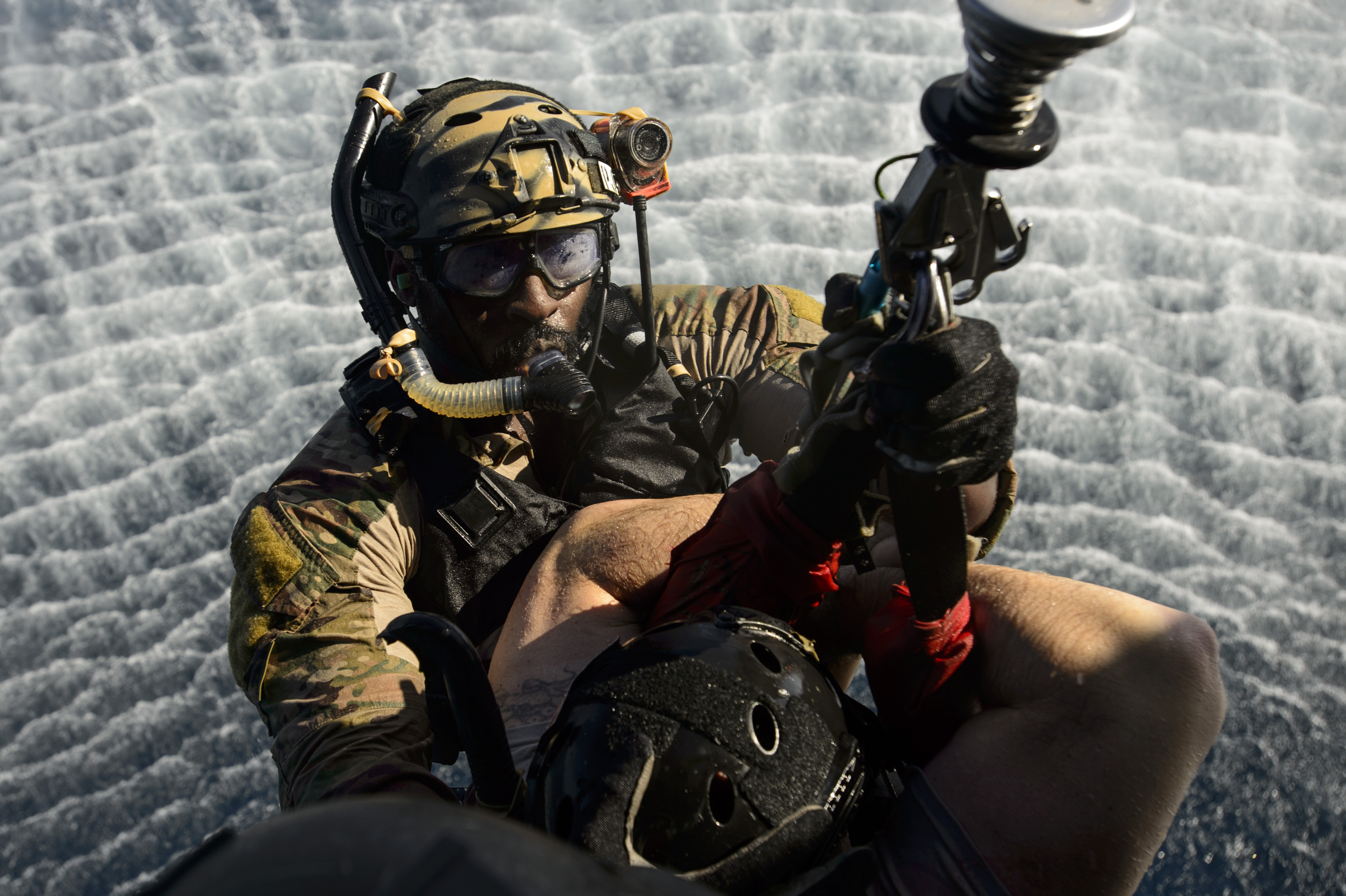
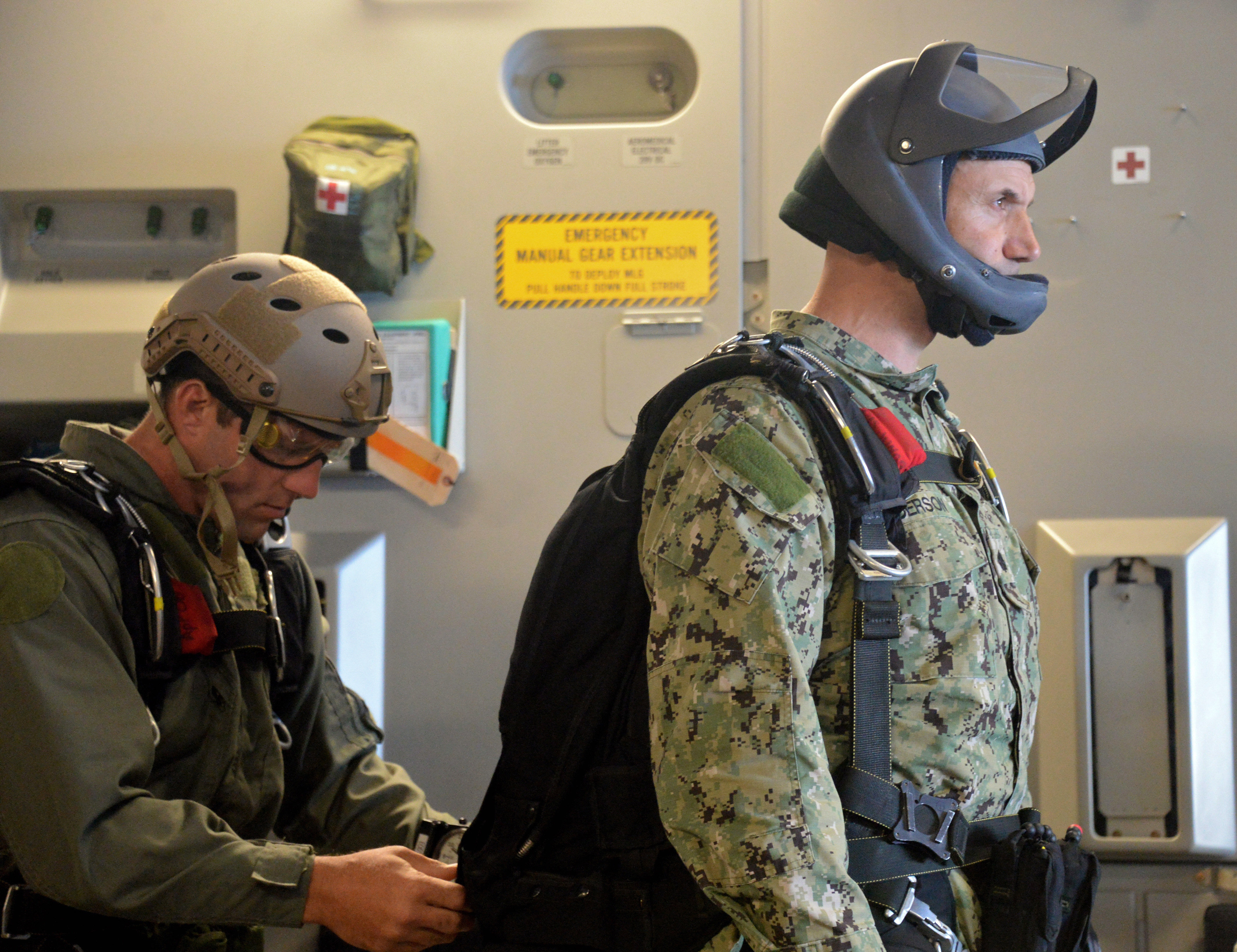

### Viseres d'artificier

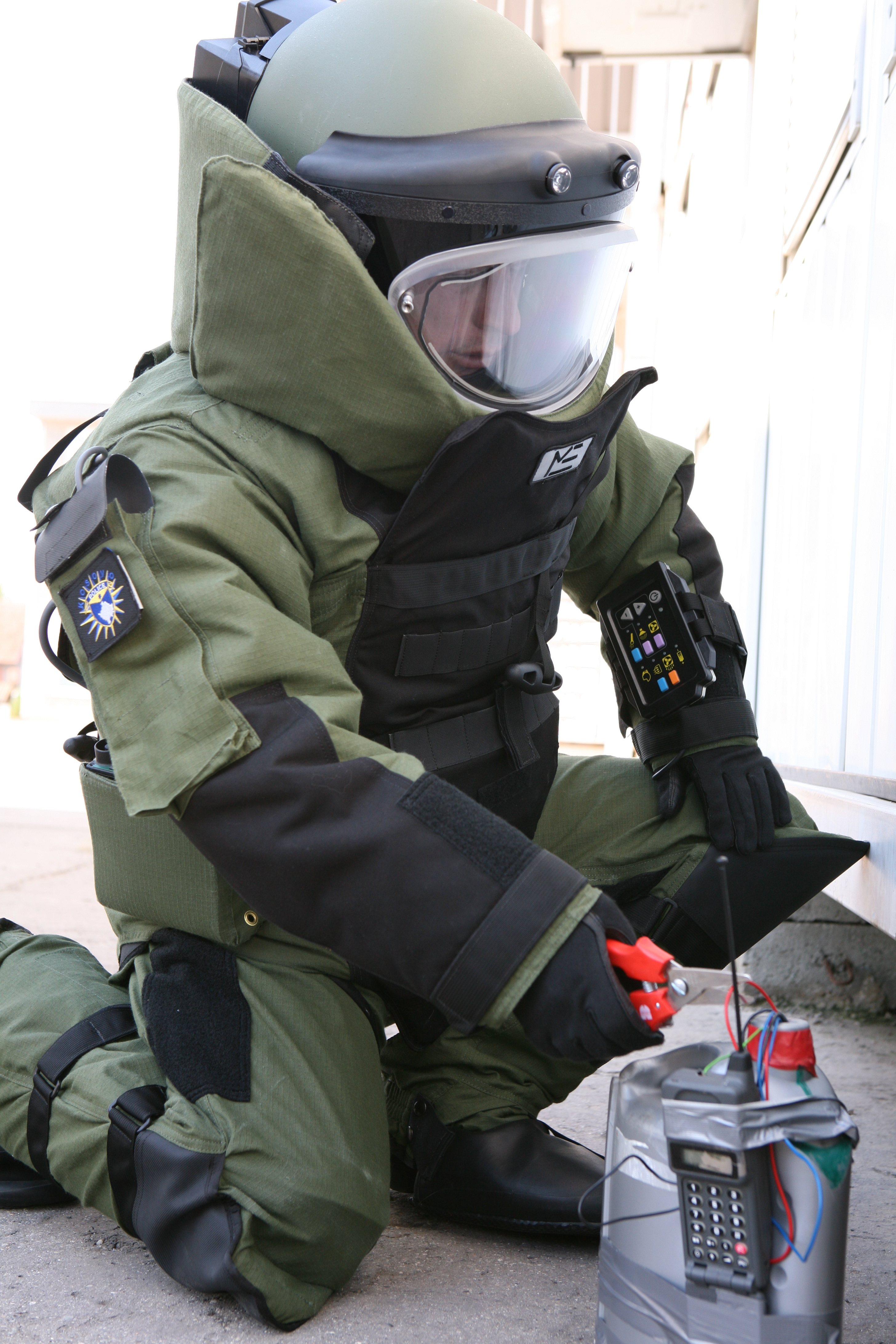
Artificier a Kosovo.

### Altres viseres

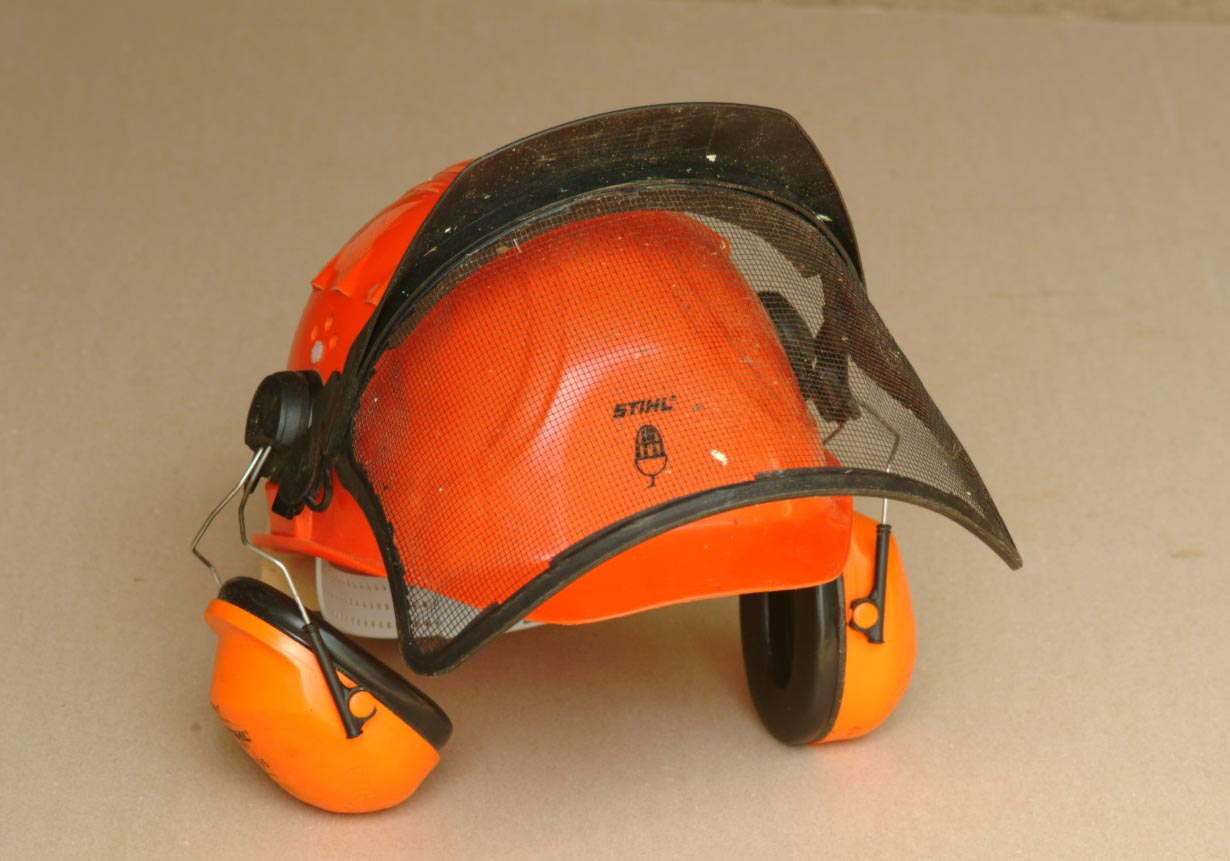
Conjunt de visera-protectors acústics, popular entre usuaris de moto-serres. La visera és de malla d'acer.
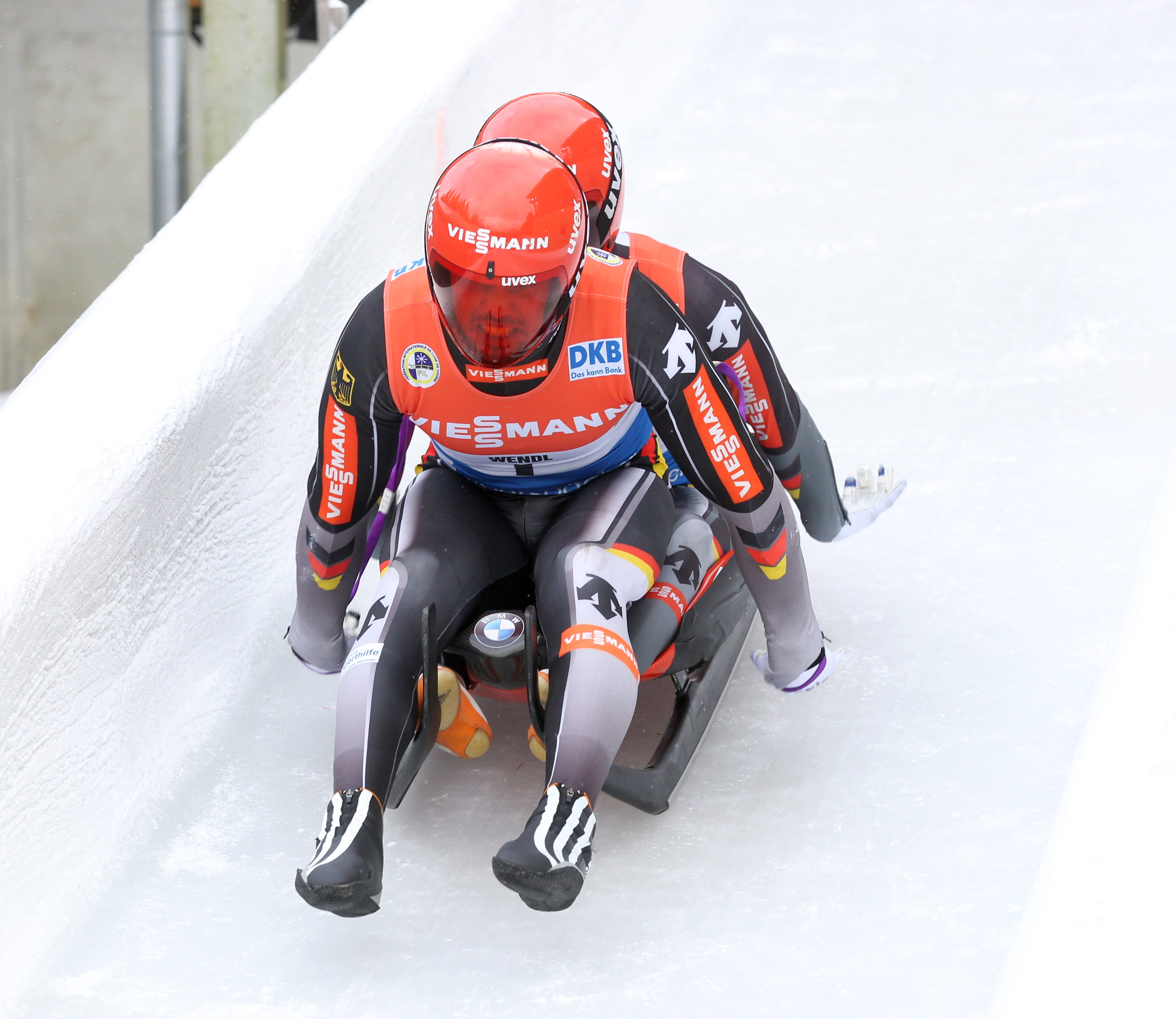
Tobias Wendl i Tobias Arlt en un entrenament de la Luge World Cup a Altenberg. 2017.
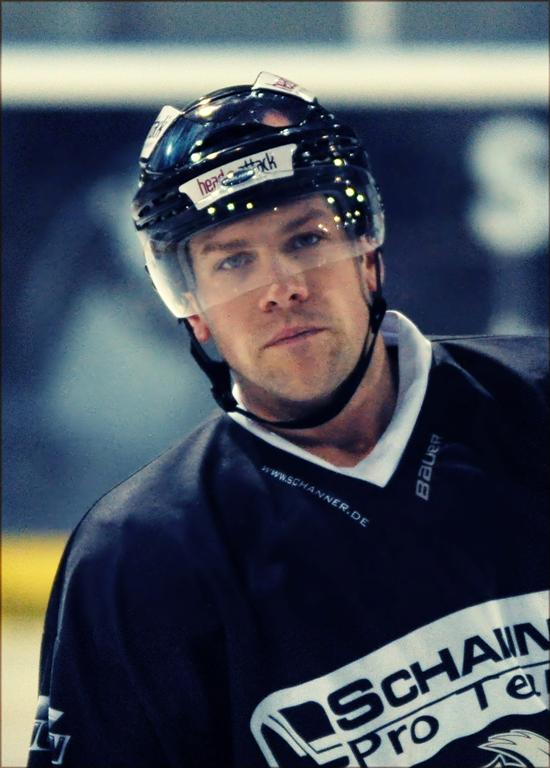
Jugador de hoquei sobre gel
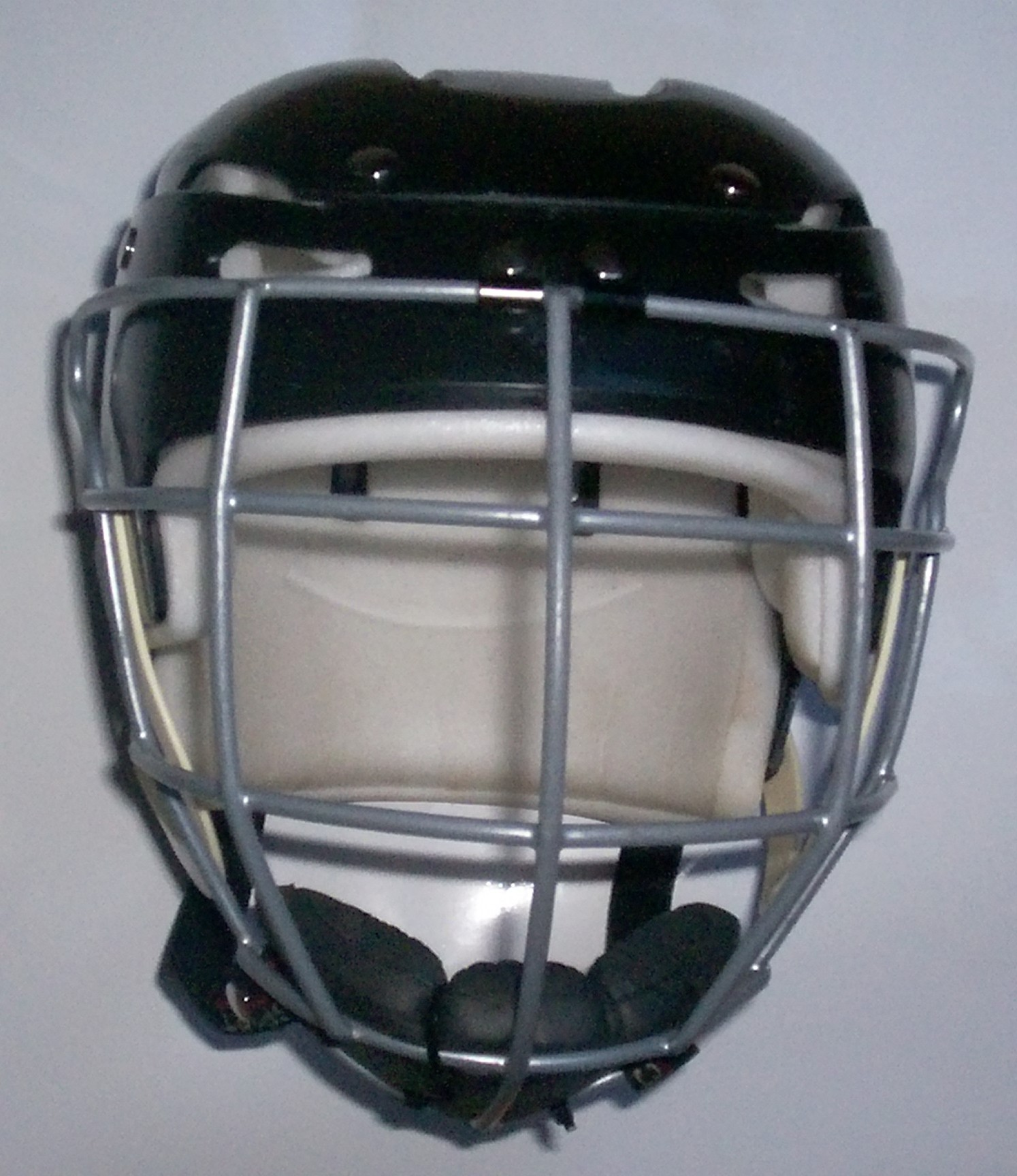
Casc de hurling. La “visera” és una reixa de protecció.
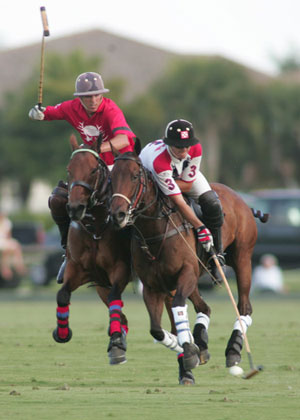
Jugadors de polo
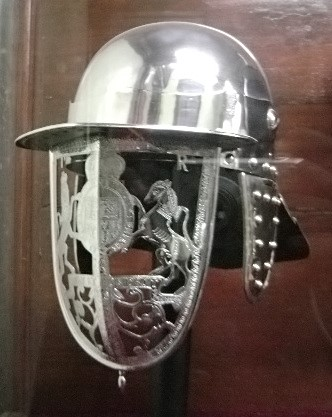
Reproducció d'un casc atribuït a Jaume II d'Anglaterra i VII d'Escòcia
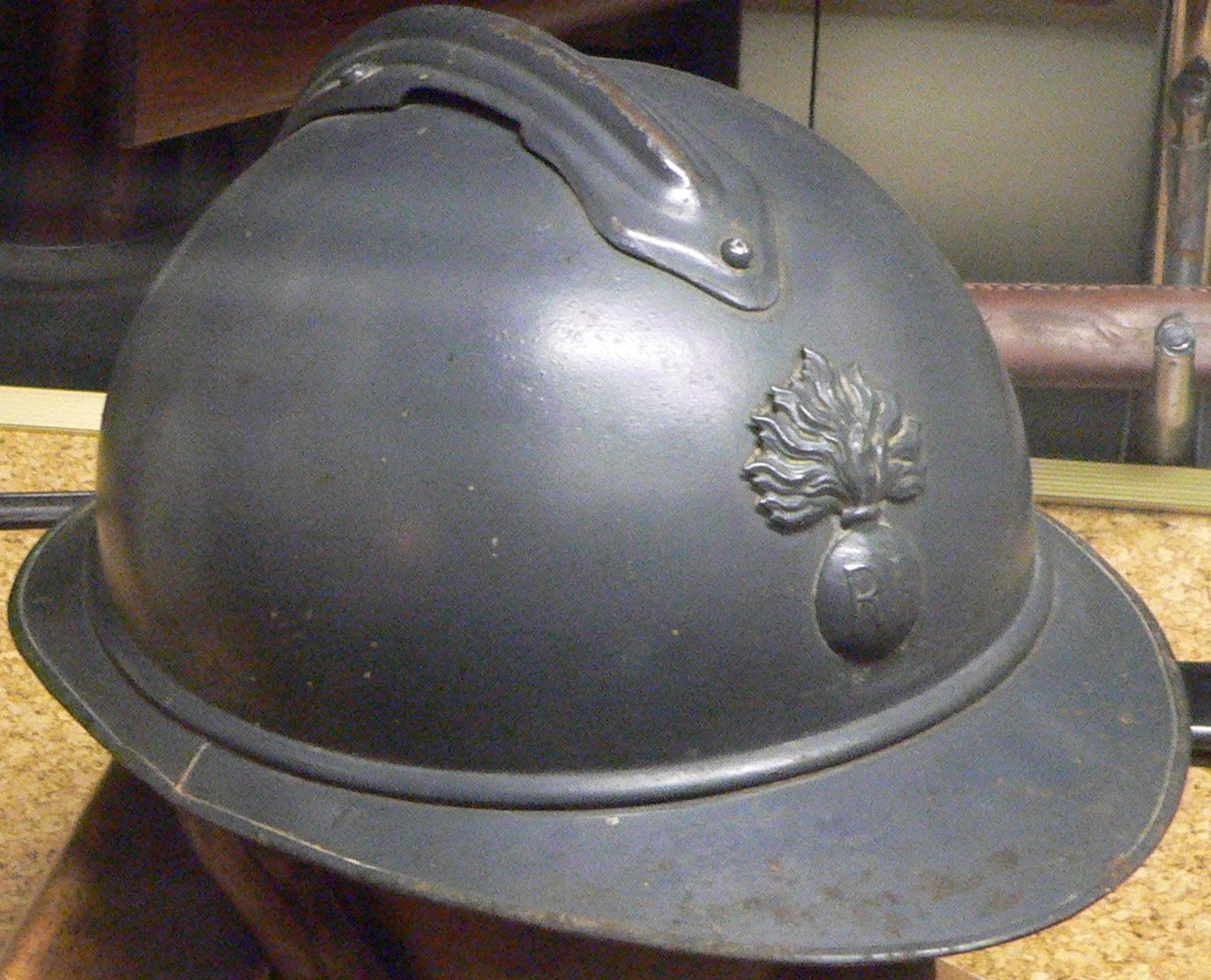
Casc Adrian. França. 1915. Primer casc modern d'acer.
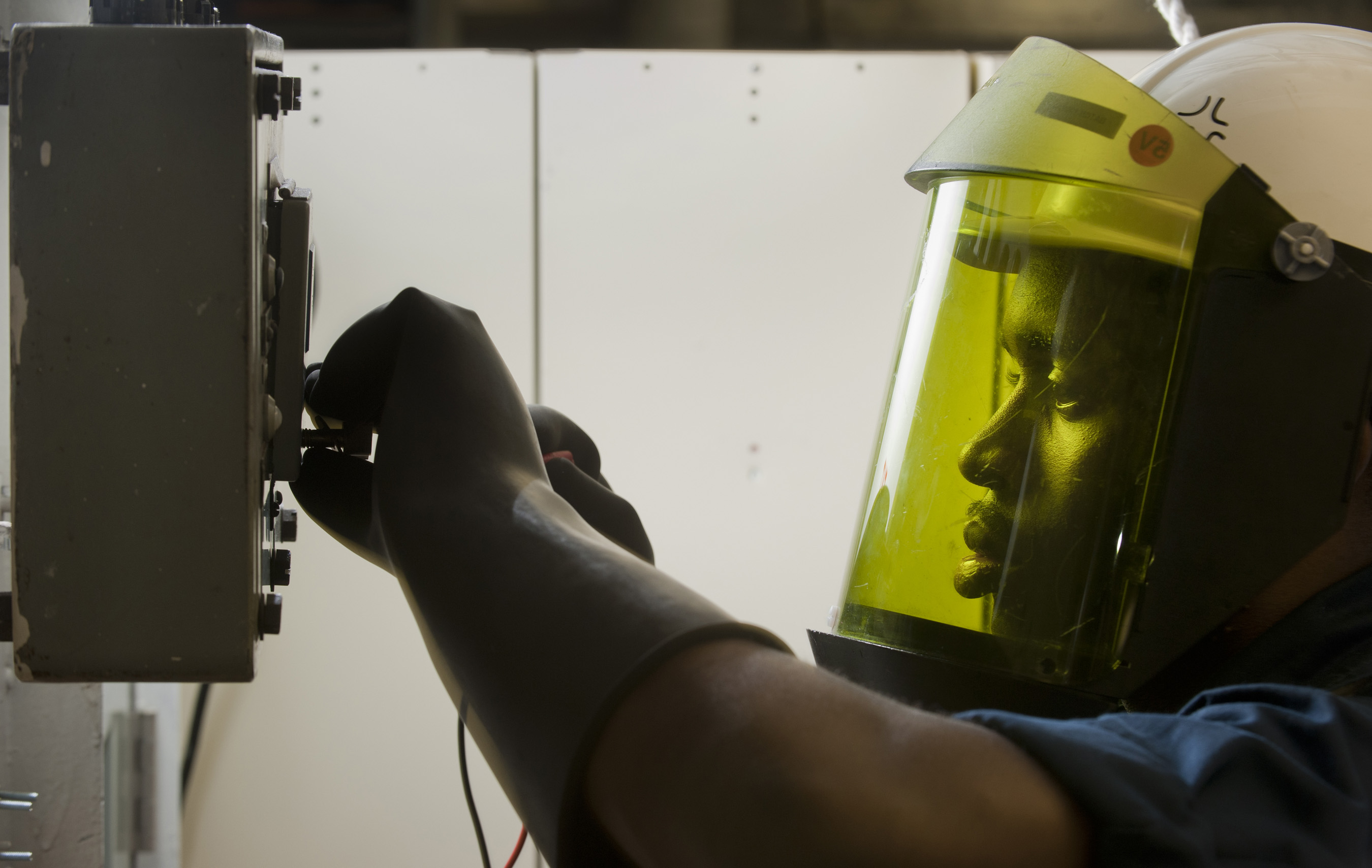
Electricista del USS Nimitz treballant en una caixa de fusibles

## Visera en arquitectura
Una visera, en arquitectura, pot definir-se com una extensió (aproximadament horitzontal) d'un edifici que ofereix una certa protecció del sol o de la pluja.
En edificis habitables les viseres acostumen de ser de dimensions moderades i petites comparades amb les dimensions de l'edifici. D'acord amb el seu caràcter de complement o accessori de l'obra principal.
En una altra mena d'edificacions, destinades a altres serveis que l'habitatge (estadis, hipòdroms, gasolineres) les viseres poden tenir dimensions molt grans. En aquests casos la seva funció ja no és accessòria sinó fonamental.
- En casos de demolicions, obres de reparació i sempre que hi pugui haver perill de caiguda d'objectes sobre els vianants, és obligatori instal·lar una visera o pantalla de protecció. Generalment amb caràcter provisional.

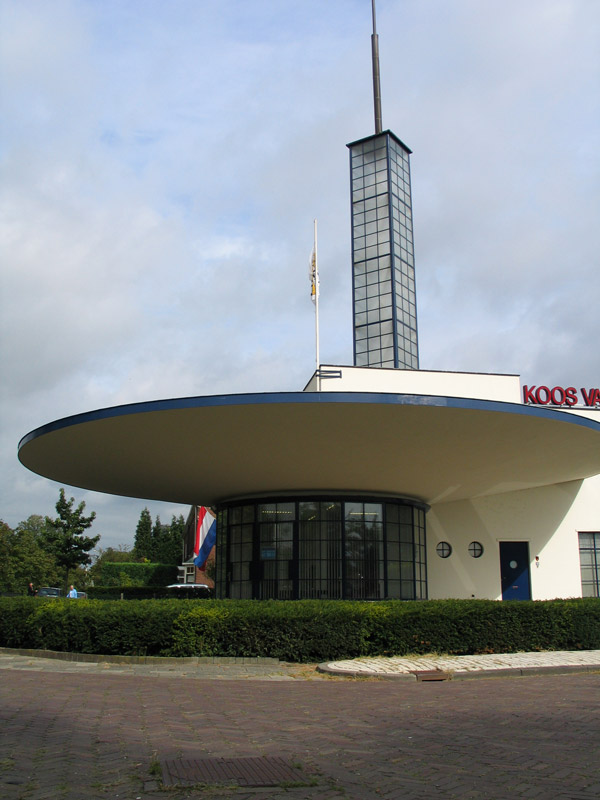
Gasolinera amb una visera de grans dimensions. A Nimega
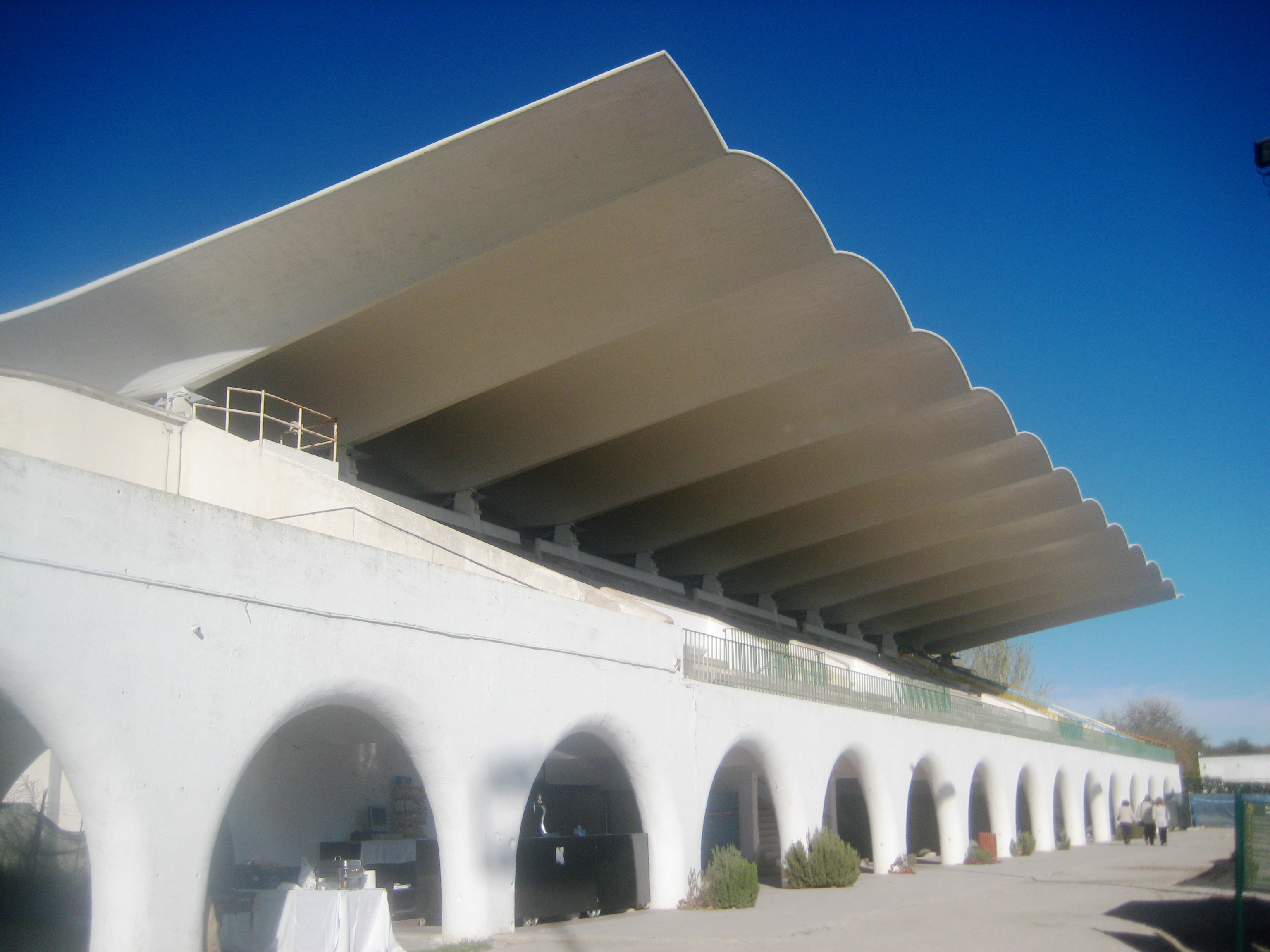
Hipòdrom de la Zarzuela. Visera de formigó armat projectada per Eduardo Torroja Miret
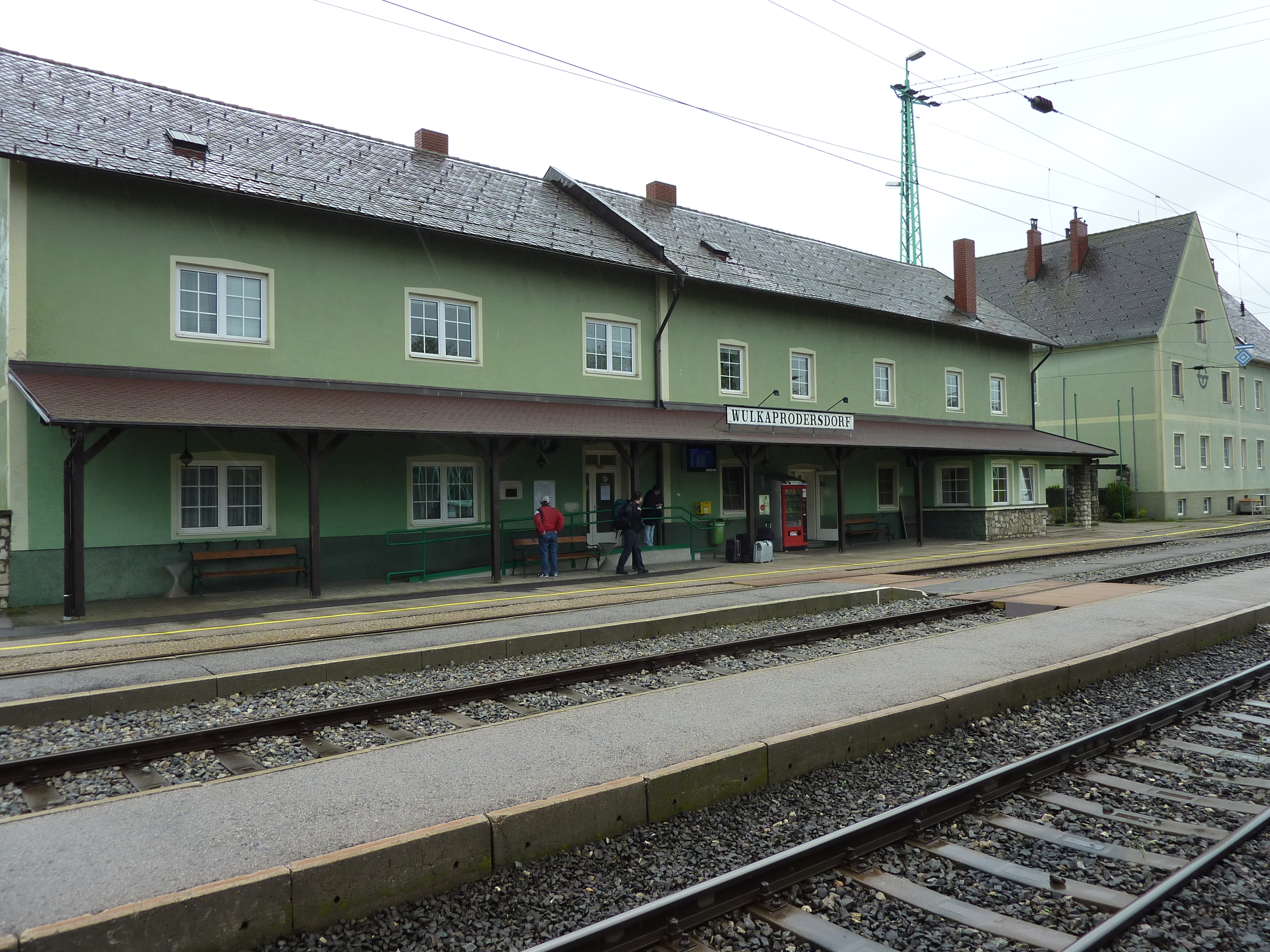
Estació de tren de Wulkaprodersdorf a Burgenland.

## Documents

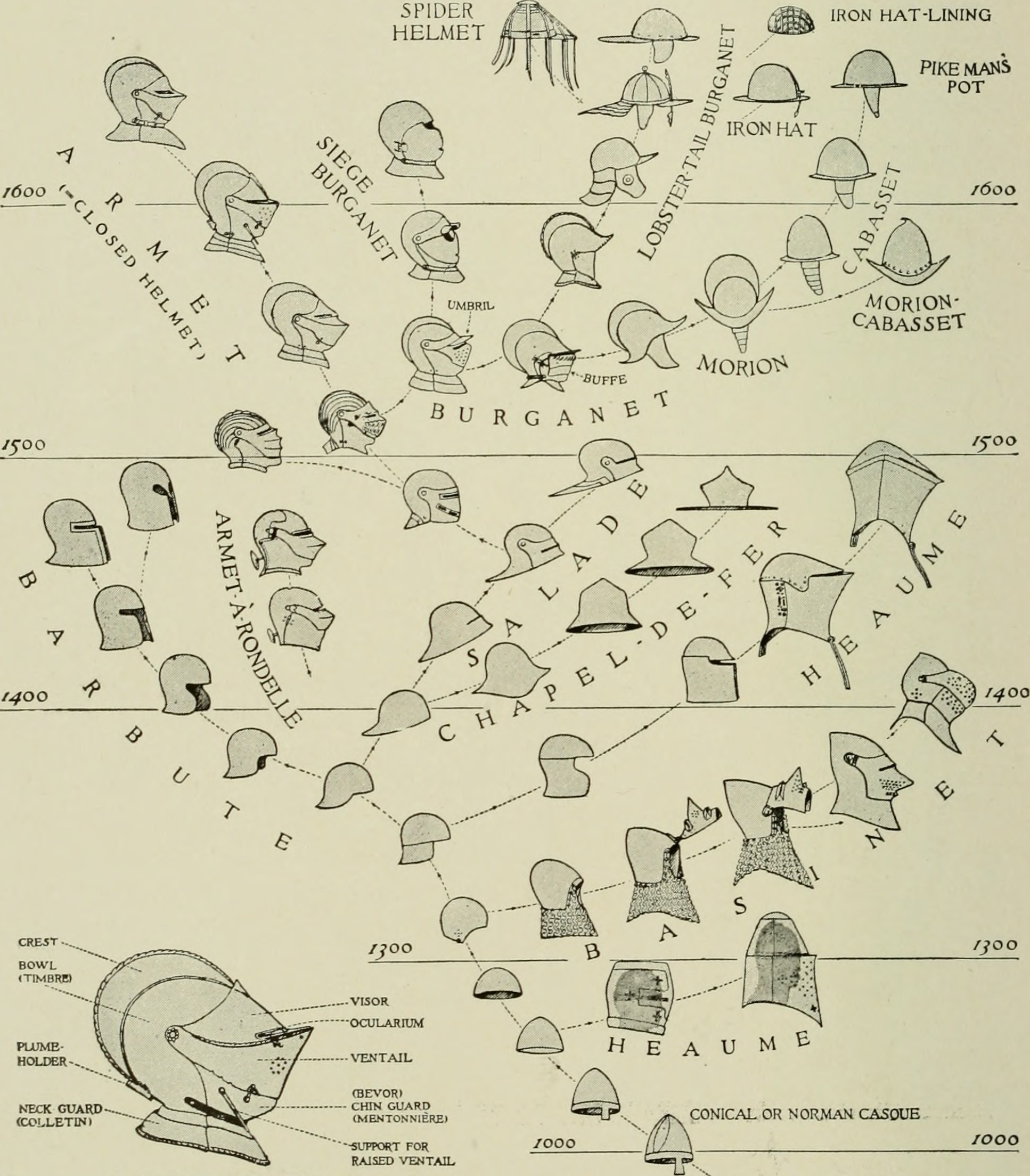
Evolució del casc, segons la publicació American Museum Journal. 1918.

### Sobre el casc militar
- 1215. Segons Rigord: “... occiditur cultello recepto in capite per ocularium galeae.”[26]
- 1298. Testament del cavaller Ot de Rosselló: “Heaume à vissere” (elm de visera).[27][28][29]

| « | Item, do & lego domino Petro de Monte Ancelini prædicto centum libras Turonenses & unam integram armaturam de armaturis meis, videlicet meum Heaume à vißere, meum bassignetum, meum porpoinctum de cendallo, meum godbertum, meam gorgretam, meas buculas, meum gaudichetum, meas trumulieres d'acier, meos cuissellos, meos chantones, meum magnum cutellum, & meam parvam ensem | » |
| — (Traducció aproximada) Dono i llego al senyor Pere de Monte Ancelini anteriorment esmentat, cent lliures torneses (de Tours) i una armadura sencera de les meves; a saber: el meu elm amb visera, el meu bacinet, el meu perpunt de sendat, el meu ausberg, la meva gorgera, les meves espatlleres (?), la meva cuirassa (?) les meves gamberes, els meus cuixots, els meus guantellets (?), el meu gran coltell, la meva espasa petita. , Ot de Roussillon.Testament. 1298. Thesaurus novus anecdotorum. Edmond Martène O.S.B., Ursin Durand. O.S.B. | |   |

- 1490. Visera de l'armadura al Tirant lo Blanc.[32][33]

| « | (Text original) Com tota la sirimònia fon feta, tornà a júnyer ab lo duch de Pera. E com foren a la deena carrera, lo conestable lo encontrà enmig de la visera y tragué’l de seny. A a ell e al cavall mès per terra. | » |
| — (Text actualitzat). Quan va acabar tota la cerimònia, va tornar a junyir amb el duc de Pera. I, quan foren a la desena carrera, el conestable el va colpejar enmig de la visera, el va deixar inconscient, i ell i el cavall van caure a terra., Tirant lo Blanc. | |   |

- 1615. Segunda parte del ingenioso caballero don Quijote de la Mancha: “En esto, llegó don Quijote, alzada la visera; y dando muestras de apearse, acudió Sancho a tenerle el estribo...”.[34]

### Cascs per a esports del motor

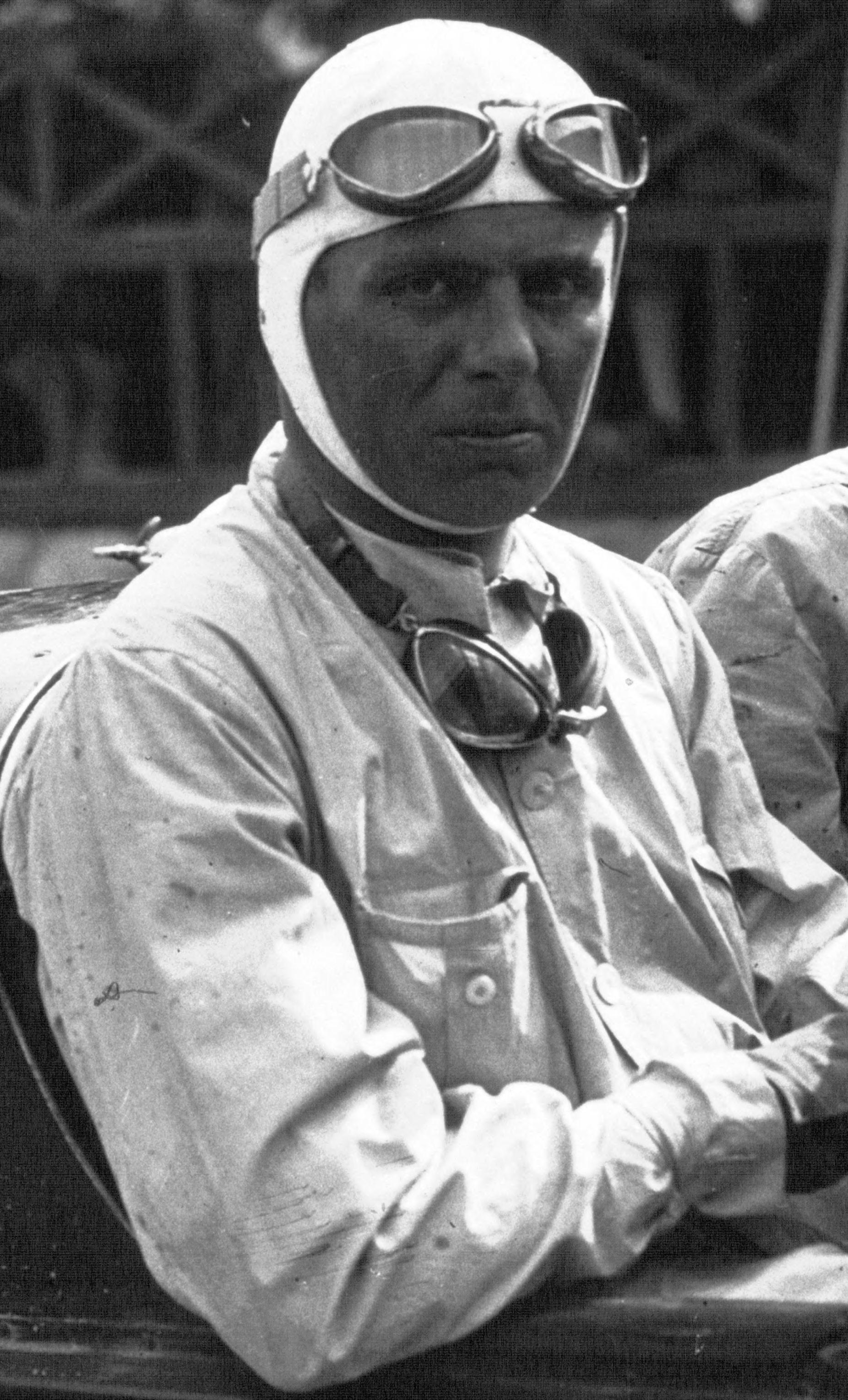
El pilot Achille Varzi a la cursa Targa Florio de 1930. Amb casquet de tela.

- 1933. Wilbur Shaw, fou el primer pilot americà en portar regularment un casc anti-impacte.[35][36][37]
- 1934. El pilot Curley Mills portava un casc de football americà en una cursa a Silvergate, conduint un automòbil Walter Church.[38]
- 1941-1942. Publicació dels treballs sobre l'efectivitat dels cascs anti-impacte del Dr. Cairns, a Anglaterra.[39][40]
- 1948. Després de la mort del pilot Achille Varzi, la FIA (Federació Internacional de l'Automòbil) va declarar obligatori l'ús de cascs anti-impacte.[41]
- 1954. El pilot nord-americà Roy Richter, propietari de la firma Bell Sports, va introduir el primer casc anti-impacte produït en grans sèries.[42][43]
  - Es tractava d'un casc obert ("open face") que podia portar-se amb ulleres o una visera que protegia del vent tota la cara.
- 2001. L'organisme NASCAR va declarar obligatoris els cascs integrals a les curses organitzades sota la seva responsabilitat(després de la mort per accident del pilot Dale Earnhardt).[44]